# Turquia
A Turquia (em turco: Türkiye, pronunciado: [ˈtyrcije]), cujo nome oficial é República da Turquia (Türkiye Cumhuriyeti, pronunciado: [ˈtyrcije d͡ʒumˈhurijeti] (escutarⓘ)), é um país transcontinental, com a maior parte de seu território localizada na Ásia Ocidental e uma parte menor (a oeste do Mar de Mármara) na Europa Oriental, estendendo-se pela península da Anatólia e pela Trácia Oriental na região dos Bálcãs. É um dos seis estados independentes cuja população é maioritariamente turca. Faz fronteira com oito países: a noroeste com a Bulgária, a oeste com a Grécia, a nordeste com a Geórgia, a Arménia e o enclave de Naquichevão do Azerbaijão, a leste com o Irão e a sudeste com o Iraque e a Síria. O mar Mediterrâneo e o Chipre situam-se a sul, o mar Egeu a sudoeste-oeste e o mar Negro a norte. O mar de Mármara, o Bósforo e o Dardanelos (que juntos formam os Estreitos Turcos) demarcam a fronteira entre a Trácia e a Anatólia e separam a Europa da Ásia.
Os turcos começaram a migrar para a área que é atualmente a Turquia ("terra dos turcos") no século XI. O processo foi acelerado pela vitória do Império Seljúcida sobre o Império Bizantino, na Batalha de Manzicerta (1071). Os turcos seljúcidas constituíram um poderoso reino na Anatólia nos 150 anos seguintes, o Sultanato de Rum, que governou grande parte da Anatólia até às invasões mongóis, em meados do século XIII. A decadência do sultanato seljúcida deu origem à independência e expansão política e militar de uma série de beilhiques (principados muçulmanos), entre eles o dos otomanos, que viriam a absorver os restantes beilhiques e a criar o Império Otomano, que no seu auge, nos séculos XVI e XVII, se estendia desde o Sudeste da Europa ao Sudoeste da Ásia e Norte da África. Após o Império Otomano ter entrado em colapso, na sequência da derrota na Primeira Guerra Mundial, os seus territórios foram ocupados pelos aliados vitoriosos. Um grupo de jovens oficiais militares, liderados por Mustafa Kemal, organizou uma resistência contra os Aliados, e em 1923 estabeleceu a moderna República da Turquia, com Kemal Atatürk como seu primeiro presidente.
A localização da Turquia, entre a Europa e a Ásia, torna o país geoestrategicamente importante. A religião predominante no país é o Islão, com pequenas minorias de cristãos e judeus. A língua oficial do país é o turco, falado pela esmagadora maioria da população. A segunda língua mais usada é o curdo, falado pela maior minoria do país, os curdos, que representam cerca de 18% da população. As restantes minorias constituem entre 7 e 12% da população.
A Turquia é uma república unitária presidencialista, com uma antiga herança cultural. O país tem relações estreitas com o Ocidente, nomeadamente através da sua presença em organizações como o Conselho da Europa, OTAN, OCDE, OSCE e G20. A Turquia iniciou as negociações de adesão plena à União Europeia em 2005, da qual é membro associado desde 1963 e com a qual tem um acordo de união aduaneira desde 1995. O país também tem fomentado estreitas relações culturais, políticas, económicas e industriais com o Médio Oriente, com os estados turcos da Ásia Central, com os países africanos através da participação em organizações como a Organização para a Cooperação Islâmica e a Organização de Cooperação Económica e com os países de língua portuguesa através da Comunidade dos Países de Língua Portuguesa, na qual tem o estatuto de observador associado. Devido à sua localização estratégica, à sua grande economia e às suas forças armadas, a Turquia é classificada como uma potência regional.

## Etimologia
O nome da Turquia nas línguas europeias latinas provém do latim medieval Turchia, cuja primeira referência conhecida é de cerca de 1369, e é muito semelhante ao termo Τουρκία do grego medieval. O nome da Turquia em turco (Türkiye) é composto de duas partes: türk e o sufixo iye. Türk significa "ser humano" ou "forte" nas antigas línguas turcomanas, e geralmente aplica-se aos habitantes da Turquia ou aos membros de povos turcos ou turcomanos. O sufixo iye significa "proprietário" ou "relacionado com" e é derivado do árabe iyya, mas também pode estar associado ao sufixo ia de Turchia do latim medieval e ao sufixo ία (de Τουρκία) do grego medieval.
As primeiras referências escritas ao termo türk ou türük, datadas do século VIII, encontram-se nas inscrições de Orcom, encontradas no vale do mesmo nome, na Mongólia, produzidas pelos Goturcos (turcos celestes ou azuis). O termo está ainda relacionado com tu–kin ou tu-jue, nome dado pelos chineses aos povos que viviam a sul das Montanhas Altai, que aparece em documentos de 177 a.C.

## História

### Antiguidade e impérios romano e bizantino

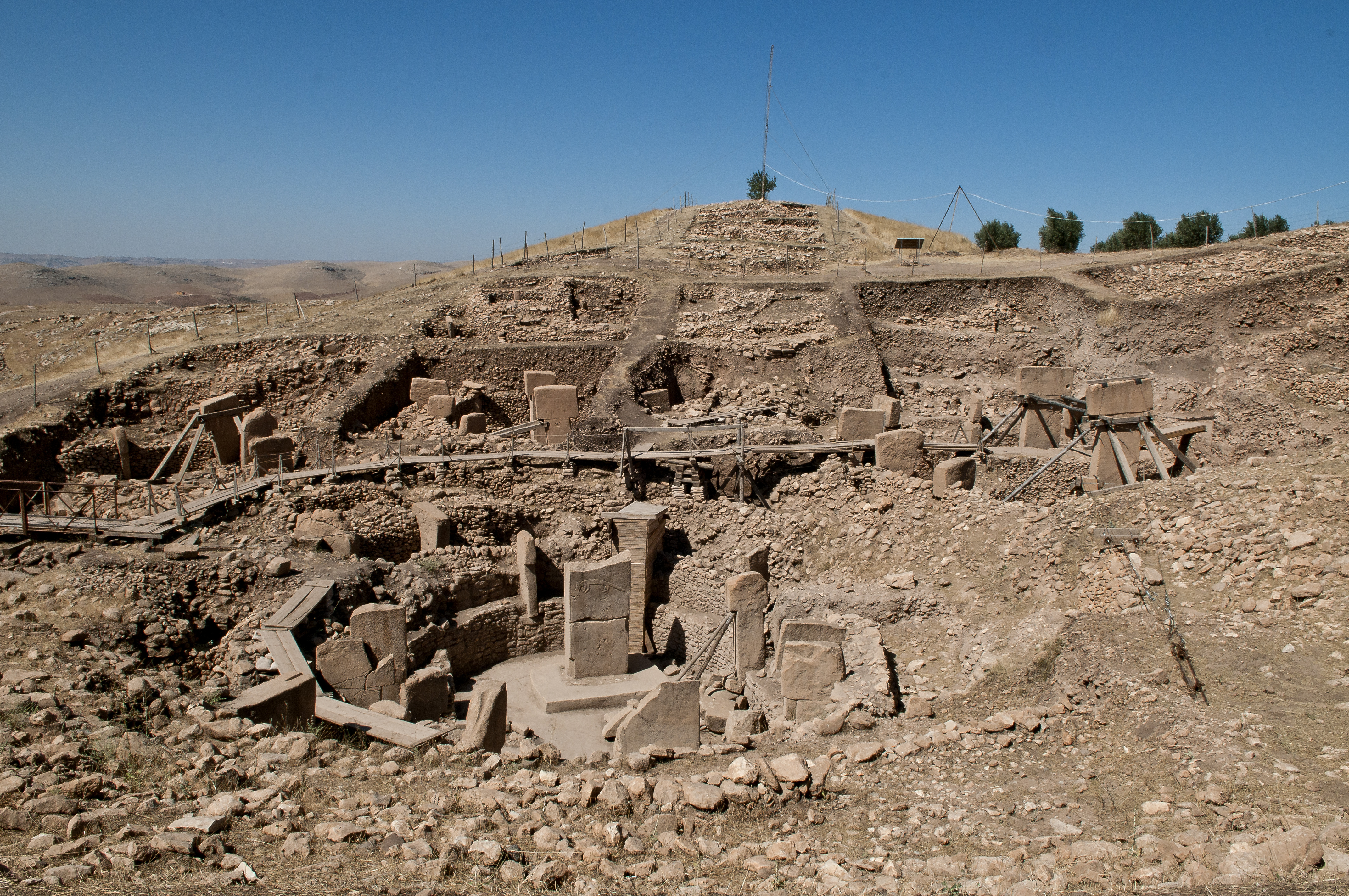
Ruínas de Göbekli Tepe, cujas estruturas datam de c.

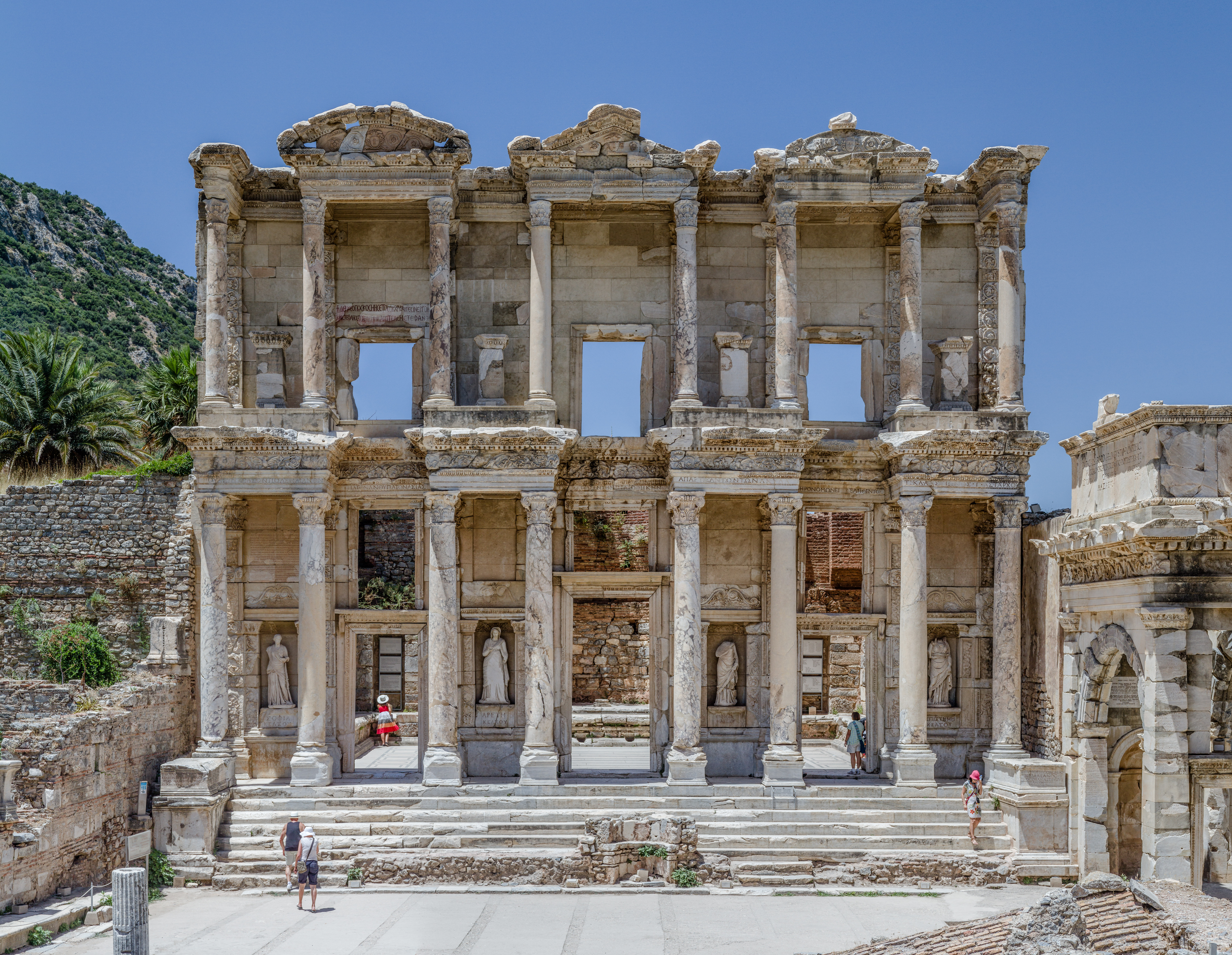
Fachada da Biblioteca de Celso, na antiga cidade greco-romana de Éfeso

A Península da Anatólia, que constitui a maior parte do que é hoje a Turquia, é uma das regiões continuamente habitadas desde há mais tempo. Os assentamentos neolíticos mais antigos, como Pınarbaşı, Aşıklı Höyük, Kaletepe Deresi, Çatalhüyük, Çayönü, Nevalı Çori, Hacılar, Göbekli Tepe e Yumuktepe (esta última dentro da atual cidade de Mersin), encontram-se entre os mais antigos do mundo.
O assentamento de Troia foi fundado no Neolítico e foi habitado até à Idade do Ferro. Ao longo da história, os anatólios falaram línguas indo-europeias, semíticas e caucasianas meridionais, além de outras de filiação incerta. A antiguidade da língua hitita indo-europeia e das línguas luvitas levou alguns estudiosos a pôr a hipótese de a Anatólia ter sido o centro a partir do qual as línguas indo-europeias se difundiram.
Os hatitas (ou Hati) foram um povo que habitou o centro da Anatólia cerca de 2 300 a.C., senão antes. Os hititas estabeleceram-se na Anatólia e gradualmente absorveram os hatitas, cerca de 2 000−1 700 a.C., fundando primeiro grande império da área, que existiu entre os séculos XVIII e XIII a.C., rivalizando em poder com o Antigo Egito.
O assentamento calcolítico de Canés (em acádio: Kaneš, a Nesa dos hititas), situada junto à atual aldeia de Cultepe, perto de Caiseri, foi habitado desde o 4,º milénio a.C. e tornou-se o primeiro entreposto comercial da história. No século XX a.C. existiam no local duas localidades — a cidade hitita de Canés e a de Carum, uma colónia assíria, onde florescia o comércio entre hititas e assírios. Estes colonizaram partes do que é hoje o sudeste o centro-leste da Turquia entre 1 950 a.C. e 612 a.C., ano em que os caldeus conquistaram o Império Assírio da Babilônia.
Após o colapso do império hitita, os frígios, outro povo indo-europeu, estabeleceu o Reino da Frígia, o mais poderoso estado da região até que foi destruído pelos cimérios no século VII a.C. Os estados mais poderosos dentre os sucessores da Frígia foram os reinos da Lídia, da Cária e da Lícia.
A partir de 1 200 a.C., as costas da Anatólia foram intensamente colonizadas por gregos eólios e jónicos, que fundaram inúmeras cidades importantes, como Mileto, Éfeso, Esmirna e Bizâncio. O primeiro estado estabelecido na Anatólia que foi chamado Arménia pelos povos vizinhos, mencionado por Hecateu de Mileto e na inscrição de Beistum, foi o da dinastia orôntida, fundado no século VI a.C., durou até 72 d.C.
A Anatólia foi conquistada pelo Império Aqueménida nos séculos VI e VII a.C. e posteriormente por Alexandre, o Grande em 334 a.C. Após a morte de Alexandre, a Anatólia foi dividida em pequenos reinos helênicos, nomeadamente a Bitínia, a Capadócia, Pérgamo e o Ponto. Todos estes reinos tinham sido absorvidos pela República Romana em meados do século I d.C. A Arménia arsácida, o primeiro estado da história a adotar o Cristianismo como religião oficial, ocupava parte da Anatólia Oriental.
Em 324 o imperador romano Constantino I escolheu Bizâncio para capital do Império Romano, rebatizando-a de Nova Roma (após a sua morte mudaria de nome para Constantinopla e atualmente chama-se Istambul). Constantinopla foi também a capital do Império Romano do Oriente, que existiu intermitentemente entre 286 e o século V, e que passaria a ser conhecido como Império Bizantino, sobretudo depois da Queda do Império Romano do Ocidente, no final do século V.

### Reinos turcos e Império Otomano

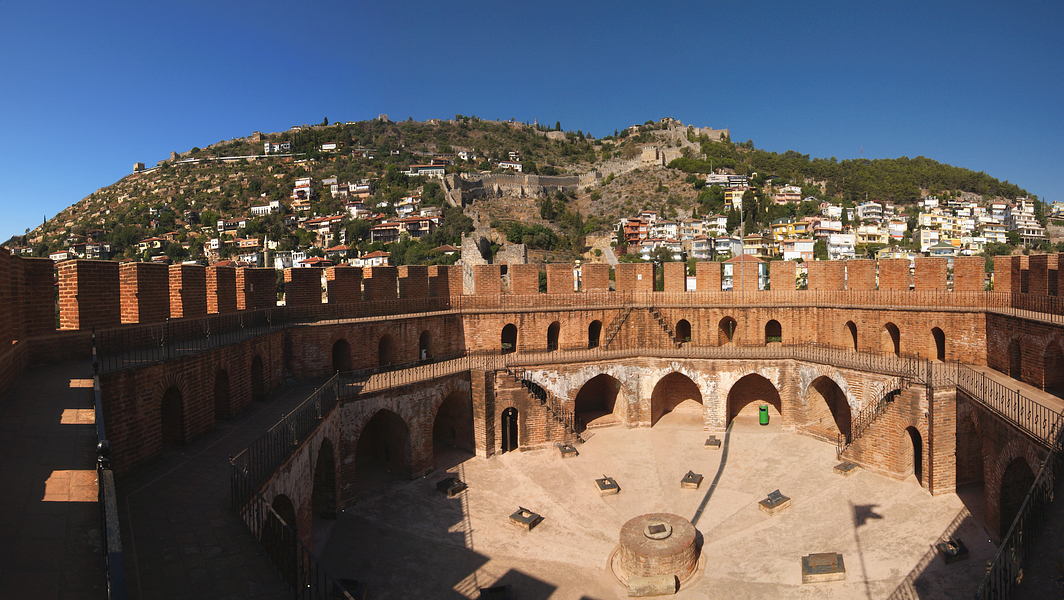
O topo da Kızıl Kule (Torre Vermelha) e Castelo de Alânia, construções seljúcidas do século XIII em Alânia

Os seljúcidas eram um ramo dos turcos oguzes (Kınık Oğuz ou Oğuzlar) que no século X viviam na periferia dos domínios muçulmanos dos Abássidas, a norte dos mares Cáspio e de Aral, num dos jabgus grão-cãs da confederação oguz. No século XI os seljúcidas começaram a emigrar para as regiões orientais da Anatólia, que se tornariam a pátria dos oguzes após a Batalha de Manzicerta, em 1071, na qual os turcos derrotaram os bizantinos. Esta vitória foi determinante para a formação do Sultanato seljúcida da Anatólia (ou Sultanato de Rum), que começou como um ramo separado do Império Seljúcida que dominava partes da Ásia Central, Irão, Anatólia e Sudoeste Asiático.
Em 1243 os exércitos seljúcidas foram derrotados pelos mongóis, o que causou a progressiva desintegração do poder seljúcida, que na prática passou para as mãos de uma série de principados (beilhiques ou beyliks) que, tendo começado por ser tributários do Sultanato de Rum, ganharam independência a partir do século XIII. Um destes beilhiques, o dos otomanos (osmanlı, "descendentes de Osmã), acabou por se impor aos restantes, principalmente a partir do reinado de Osmã I, que declarou a independência em 1299 e é oficialmente considerado o fundador da dinastia otomana. O beilhique otomano expandiu-se ao longo dos dois séculos seguintes, absorvendo os restantes estados turcos da Anatólia, e conquistando territórios na Trácia, Balcãs e no Levante, tornando-se o Império Otomano. Em 29 de maio de 1453 os otomanos liderados pelo sultão Maomé II, o Conquistador (Fatih), acabaram com o Império Bizantino ao conquistarem a sua capital, Constantinopla, um acontecimento que muitos consideram marcar o fim da Idade Média.

O território do Império Otomano em seu auge, em 1683

O Império Otomano atingiu o seu apogeu nos séculos XVI e XVII, quando foi uma das maiores potências mundiais, particularmente durante o reinado de Solimão, o Magnífico, que durou de 1520 a 1566. No final do século XVI, os territórios sob administração otomana estendiam-se sobre uma área de 5,6 milhões de km², que ia desde os Balcãs e partes da Hungria, a oeste, até ao que são hoje os países árabes, além de quase toda a costa mediterrânica do Norte de África e de todas as áreas costeiras do mar Negro.
Os otomanos ameaçaram seriamente a Europa Central e Itália, tendo chegado a conquistar temporariamente alguns territórios, a cercar Viena em duas e a combater no sul da atual Polónia. No mar, os otomanos combateram pelo controle do Mediterrâneo com a Liga Santa, constituída por diversos estados cristãos, nomeadamente a República de Veneza, a Espanha e Áustria dos Habsburgos, os Cavaleiros de São João (Ordem de Malta) e a generalidade dos estados italianos. A expansão marítima otomana no Mediterrâneo só foi detida pela derrota na Batalha de Lepanto (7 de outubro de 1571). No Oceano Índico os otomanos combateram contra as armadas portuguesas para defenderem o monopólio ancestral do comércio marítimo entre a Índia e Ásia Oriental com a Europa, seriamente ameaçado pela Descoberta do caminho marítimo para a Índia por Vasco da Gama em 1498. Além dos confrontos militares com cristãos, os otomanos defrontaram-se ocasionalmente com os persas (por vezes aliados dos portugueses) nos séculos XVI, XVII e XVIII, quer por disputas territoriais, quer por diferendos religiosos. Os séculos XVIII e XIX foram de declínio para o Império Otomano. Durante este período o império foi gradualmente diminuindo em tamanho, poderio militar e riqueza. No virar do século XIX para o século XX a Alemanha de Guilherme II tornou-se um dos principais aliados do império, o que levou os otomanos a entrar na Primeira Grande Guerra ao lado dos Impérios Centrais. A guerra representou uma pesada derrota para o Império Otomano, apesar das vitórias obtidas por Mustafa Kemal (que viria a ficar conhecido por Atatürk), nomeadamente a da Galípoli, uma derrota inesperada para as forças britânicas e francesas, onde morreram quase meio milhão de homens de ambos os lados e que fez de Mustafa Kemal um herói nacional.
A partir de 12 de novembro de 1918, logo a seguir ao Armistício de Mudros, que marcou o fim das hostilidades da Primeira Grande Guerra no Médio Oriente, as potências europeias vitoriosas ocuparam Constantinopla. Esmirna foi ocupada por tropas gregas a 21 de maio de 1919. Em 1917, antes do fim da guerra, a França, Itália e Reino Unido tinham assinado o Acordo de Saint-Jean-de-Maurienne, que previa a partilha do Império Otomano após o fim da guerra. A 10 de outubro de 1920 o débil governo imperial foi forçado a assinar o Tratado de Sèvres, o qual previa a entrega à França e ao Reino Unido da Palestina, Síria, Líbano e Mesopotâmia, a desmilitarização e transformação em zonas internacionais dos estreitos do Bósforo, dos Dardanelos e do mar de Mármara. O tratado determinava ainda a entrega à Grécia da região de Esmirna e de todos os territórios europeus à exceção de Constantinopla, de grande parte do leste e sudeste da Anatólia à França e da região de Antália e as ilhas do Dodecaneso (estas já efetivamente ocupadas desde 1911) a Itália.

### Guerra de independência

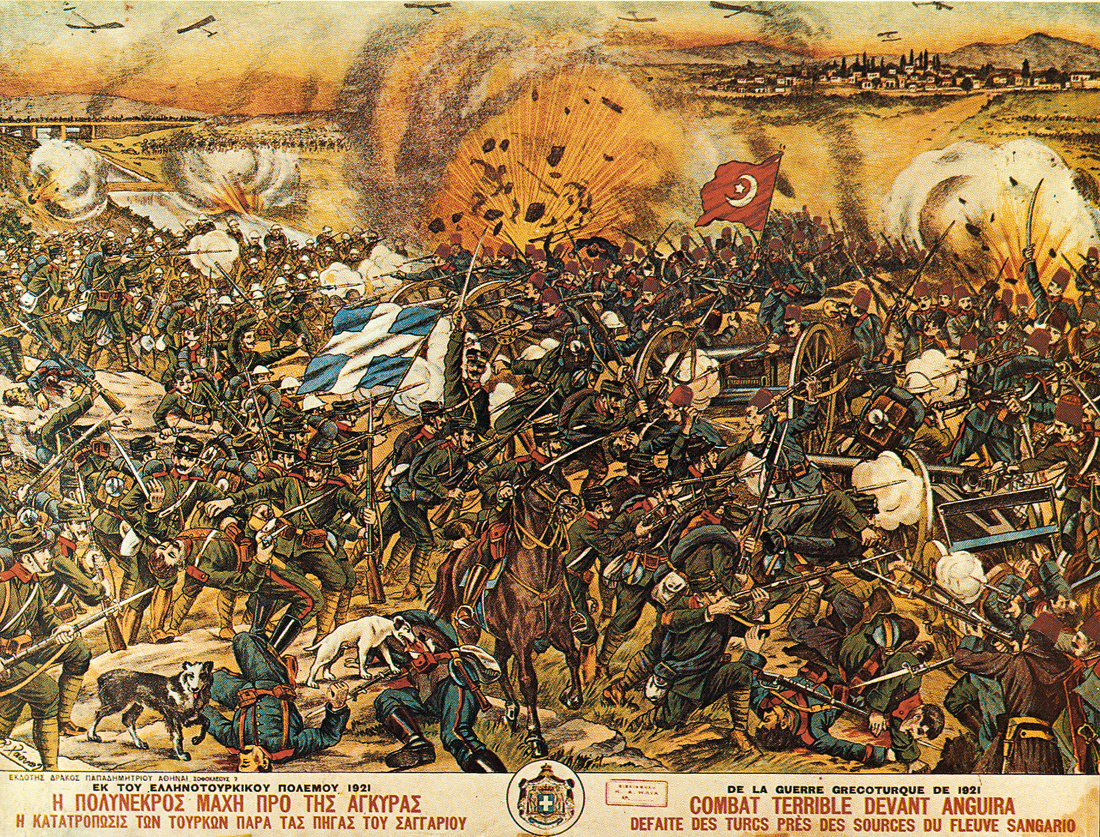
Batalha de Sacaria durante a Guerra Greco-Turca de 1919–1922

A ocupação de Istambul pelos Aliados e de Esmirna pelos gregos, com o apoio tácito dos restantes Aliados, despoletou a criação do Movimento Nacional Turco, criado em 19 de maio de 1919 sob a liderança de Mustafa Kemal. O movimento opunha-se à divisão e ocupação do país e a sua fundação é geralmente apontada como o primeiro evento da Guerra de independência turca. Aos confrontos políticos somaram-se os militares, um pouco por toda a parte e envolvendo todos os lados, embora em diferentes graus.
A nordeste travou-se a Guerra Turco-Arménia, que terminou em dezembro de 1920 com os tratados de Alexandropol e de Carse. A Guerra Franco-Turca teve como palco o sudeste e sul — aí as hostilidades terminaram em março de 1921, com a assinatura do Tratado de Paz da Cilícia e posteriormente com o Tratado de Ancara, assinado em outubro.
Os combates mais sangrentos deram-se entre os nacionalistas turcos e as forças gregas (Guerra Greco-Turca), as quais chegaram a ter o controlo de grande parte da Anatólia a oeste e sudoeste de Ancara, quartel-general dos nacionalistas, a qual chegou a estar na eminência de ser conquistada. No verão de 1922 os nacionalistas turcos empreenderam uma ofensiva contra as forças gregas que culminou na tomada de Esmirna, que marcou a derrota definitiva dos gregos e ficou tristemente célebre pelas pilhagens, massacres e pelo grande incêndio que devastou a cidade.
A paz definitiva foi alcançada com o Armistício de Mudanya, assinado por todas as partes a 11 de outubro de 1922. A 24 de julho de 1923 foi assinado o Tratado de Lausana, onde se reconhecia formalmente o governo dos nacionalistas sediado em Ancara como sucessor do poder otomano e se definiam as fronteiras da Turquia.
O fim da guerra ficou marcado pela primeira transferência populacional compulsiva em larga escala do século XX, que envolveu a troca entre os cidadãos cristãos da Turquia (na sua maioria gregos ortodoxos) e os muçulmanos da Grécia. Calcula-se que cerca de dois milhões de pessoas foram deslocadas das suas terras ancestrais. Os cristãos de Istambul foram poupados à expulsão, mas muitos deles optaram por emigrar. No entanto, as leis discriminatórias das décadas de 1930 e 1942 e os incidentes violentos de 1955 contra a comunidade grega de Istambul provocou a diminuição drástica do número de gregos nessa cidade, que passou de 200 000 em 1924 para pouco mais de 2 500 em 2006.

### República

Mustafa Kemal Atatürk, herói da independência (implantação da república) e primeiro presidente turco

O Império Otomano terminou oficialmente em 1 de novembro de 1922, quando a Grande Assembleia Nacional aboliu o cargo de sultão, destituindo Mehmed VI. O primo deste, Abdulmecide II, foi nomeado (apenas simbolicamente) califa. A República da Turquia foi oficialmente proclamada a 29 de outubro de 1923. A 3 de março de 1924 foi decretada a expulsão da família real otomana e abolição do califado, o que constituiu um claro sinal da laicidade e irreversibilidade do regime.
Mustafa Kemal tornou-se o primeiro presidente da república e empreendeu um vasto programa de reformas que tinha como objetivo tornar a Turquia um estado secular moderno, baseado na ideologia que é conhecida como kemalismo. As mulheres passaram a ter os mesmos direitos legais que os homens, inclusivamente de voto, algo que não existia então em muitos países europeus. Foi publicado um código civil baseado no suíço e um código penal baseado no italiano. A educação passou para as mãos do estado, sendo encerradas as escolas islâmicas. Em 1928 foi adotado o alfabeto turco, de grafia latina, em substituição dos alfabetos árabe e persa.
A Turquia permaneceu neutra durante a maior parte da Segunda Guerra Mundial, mas acabou por se juntar aos Aliados a 23 de fevereiro de 1945. Após o final do conflito tornou-se membro das Nações Unidas. A Guerra Civil da Grécia (1946–1949), que opôs o governo monárquico apoiado pelos Estados Unidos e pelo Reino Unido, aos rebeldes comunistas, e as exigências da União Soviética em estabelecer bases militares nos Estreitos Turcos, levou os Estados Unidos à criação da Doutrina Truman, a qual defendia o apoio militar e económico em larga escala à Grécia e Turquia para conter a expansão comunista nos respetivos países.
Depois de participar nas forças das Nações Unidas que combateram na Guerra da Coreia, a Turquia aderiu à Organização do Tratado do Atlântico Norte (OTAN ou NATO) em 1952, tornando-se um bastião contra a expansão soviética no Mediterrâneo. Após uma década de violência étnica em Chipre e do golpe militar dos cipriotas gregos que depôs o arcebispo Makarios da presidência, a Turquia invadiu a ilha em 1974; nove anos depois foi proclamada a República Turca de Chipre do Norte, a qual só é reconhecida pela Turquia.
Até 1945, a República da Turquia foi um regime unipartidário. A transição para uma democracia pluripartidária foi tumultuosa. Em 1960, 1971, 1980 e 1997 ocorreram golpes de estado militares que interromperam a democracia e originaram governos muito repressivos. O golpe militar de 1997 é chamado por muitos de golpe pós-moderno porque os militares não tomaram o poder de facto, limitando-se a impor as suas condições que passavam principalmente pela defesa da manutenção estrita do secularismo kemalista, por oposição às tendências islâmicas de alguns dos partidos mais votados.

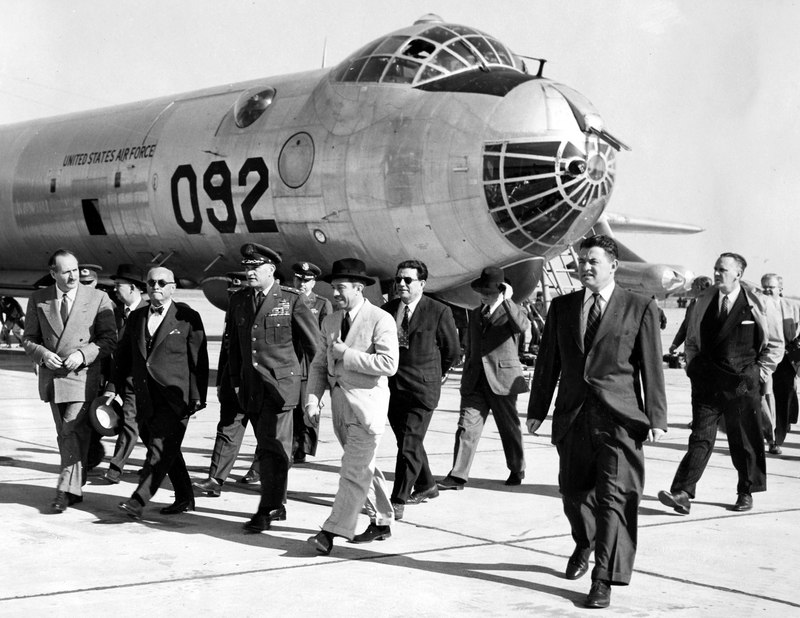
Visita do presidente turco Celâl Bayar em visita a uma base aérea nos Estados Unidos em 1954. Bayar foi deposto pelo golpe militar de 1960.

A liberalização da economia iniciada na década de 1980 mudou completamente o panorama económico, com sucessivos períodos de crescimento acentuado e a crise do final da década seguinte. A cooperação económica da Turquia com a Comunidade Económica Europeia (CEE), a antecessora da União Europeia (UE), data de 1959, ano em que solicitou pela primeira vez a sua adesão. Desde 1963 que o país é um membro associado da CEE. Em 1987 foi apresentada formalmente a candidatura à adesão, mas as negociações formais só se iniciaram em 2005.
O referendo de 12 de setembro de 2010 abriu caminho a alterações constitucionais que vão no sentido de aproximar a democracia turca aos modelos ocidentais. O sim no referendo teve o apoio de setores islâmicos menos moderados porque se espera que a liberalização acabe de vez com as proibições radicalmente laicas impostas por Atatürk, das quais a mais emblemática é a proibição do uso do véu em instituições públicas, nomeadamente escolas, o que, segundo alguns, leva a que as jovens de famílias mais conservadoras tenham dificuldades no acesso à educação devido às crenças religiosas que as obrigam a usar véu em público.
Em 15 de julho de 2016, fações das forças armadas levaram a cabo uma tentativa de golpe de Estado para derrubar o governo e o presidente Recep Erdoğan. As forças militares tomaram partes de Ancara e Istambul e duas pontes sobre o Bósforo foram fechadas. No entanto, o golpe fracassou e milhares de militares foram presos, entre eles o general Bekir Ercan Van, comandante da base aérea de İncirlik, usada pelos Estados Unidos para lançar ataques aéreos contra o Estado Islâmico do Iraque e do Levante. Nos dias que se seguiram foram demitidos milhares de funcionários públicos, nomeadamente do sistema judicial, polícia e educação.

## Geografia

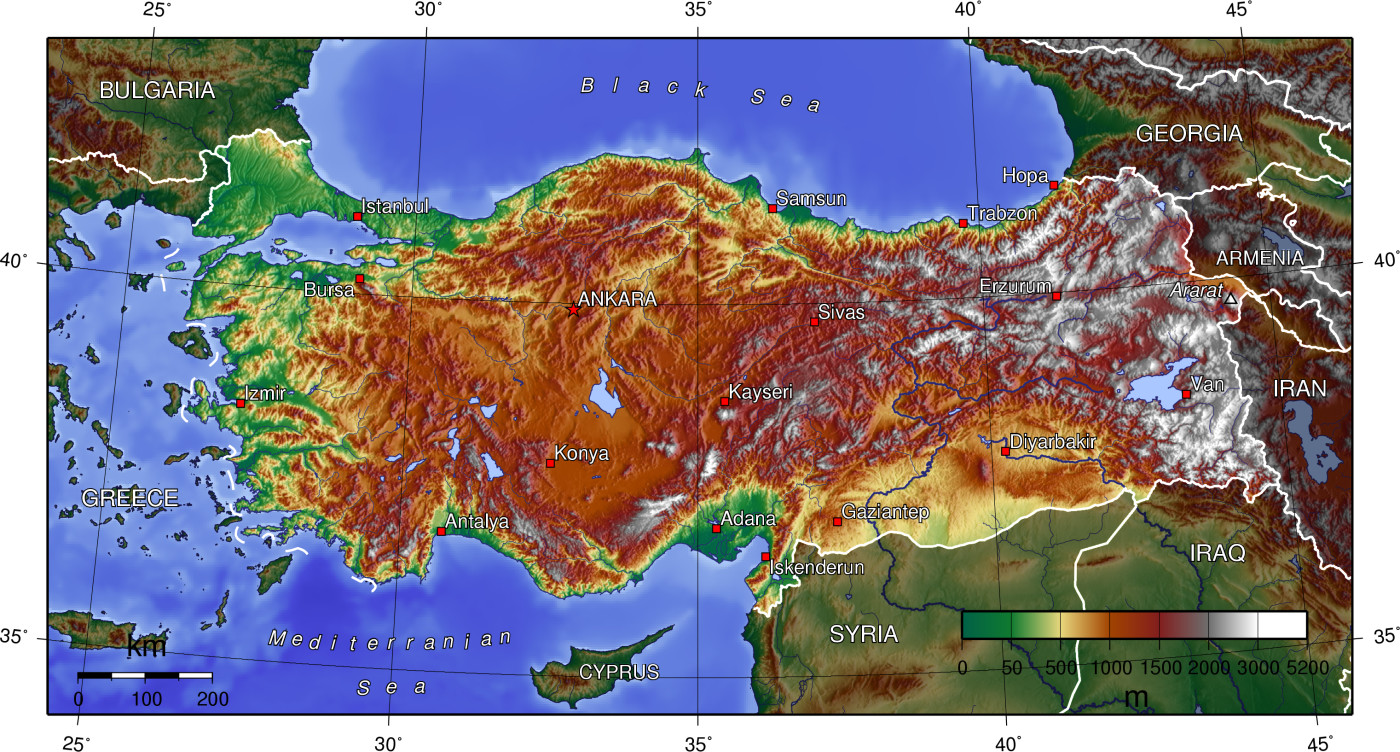
Mapa topográfico da Turquia

A Turquia é um país transcontinental situado na Eurásia cujo território é aproximadamente um retângulo, localizado entre as coordenadas 36° a 42° norte e 26° a 45° leste, com cerca de 1 500 km na direção leste-oeste, 1 650 km na direção sudeste-noroeste e entre 450 e 650 km na direção norte-sul. A oeste do mar de Mármara e dos Estreitos Turcos situa-se a parte europeia, a Trácia Oriental, que constitui 3% (23 764 km²) da área do país. A leste situa-se a parte asiática, a península da Anatólia, a qual constitui 97% (755 688 km²) da Turquia. A área total, incluindo lagos, é de 779 452 km², o que faz do país o 36.º do mundo em superfície.
As variadas paisagens da Turquia são o produto de complexos movimentos telúricos que deram forma à região ao longo de milhões de anos e ainda se manifestam em sismos relativamente frequentes. As últimas erupções vulcânicas ocorreram em tempos históricos, nomeadamente no monte Argeu, próximo da atual Kayseri. O Bósforo, os Dardanelos e o mar Negro devem a sua existência às falhas geológicas que atravessam o território turco. Os sismos na Turquia são provocados principalmente pela Falha Setentrional da Anatólia e à Falha Oriental da Anatólia.
A maior cidade do país e da Europa, Istambul (anteriormente chamada Bizâncio, depois Constantinopla), encontra-se entre a Trácia e a Anatólia, dividida ao meio pelo Estreito do Bósforo. É a única cidade do mundo situada em dois continentes.

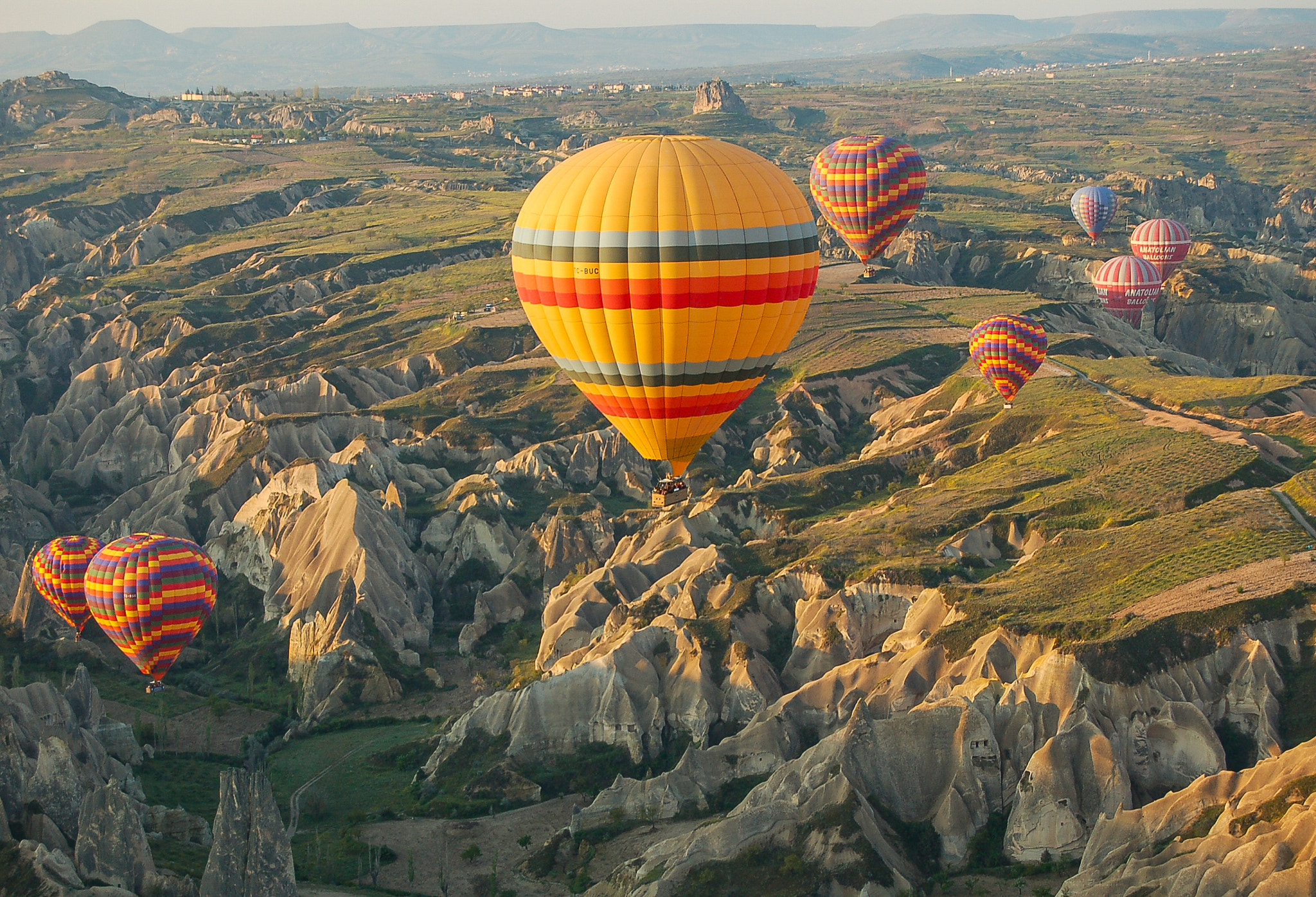
Balões sobrevoando a Capadócia

A Anatólia (também conhecida como Ásia Menor) está rodeada por mar em três dos seus lados — a sul pelo mar Mediterrâneo, a oeste pelo mar Egeu, a noroeste pelo mar de Mármara e pelos Estreitos Turcos, e a norte pelo mar Negro. Este está ligado ao mar de Mármara pelo Estreito do Bósforo, que divide a antiga capital Istambul em duas. Por sua vez, o mar de Mármara está ligado ao mar Egeu pelo Estreito de Dardanelos.
A Trácia Oriental é constituída por colinas de pouca altitude e declive suave na sua maior parte, acentuando-se ligeiramente o relevo junto às costas do mar de Mármara e do Bósforo. A Anatólia é formada por um planalto central, rodeado na sua maior parte de montanhas que o isolam do mar Negro, do Mediterrâneo e do resto da Ásia, existindo também zonas montanhosas no interior. Entre as montanhas e as costas, existem geralmente planícies costeiras, geralmente estreitas, e vales, por vezes bastante largos, embora em muitos lugares as montanhas cheguem ao mar.

### Topografia

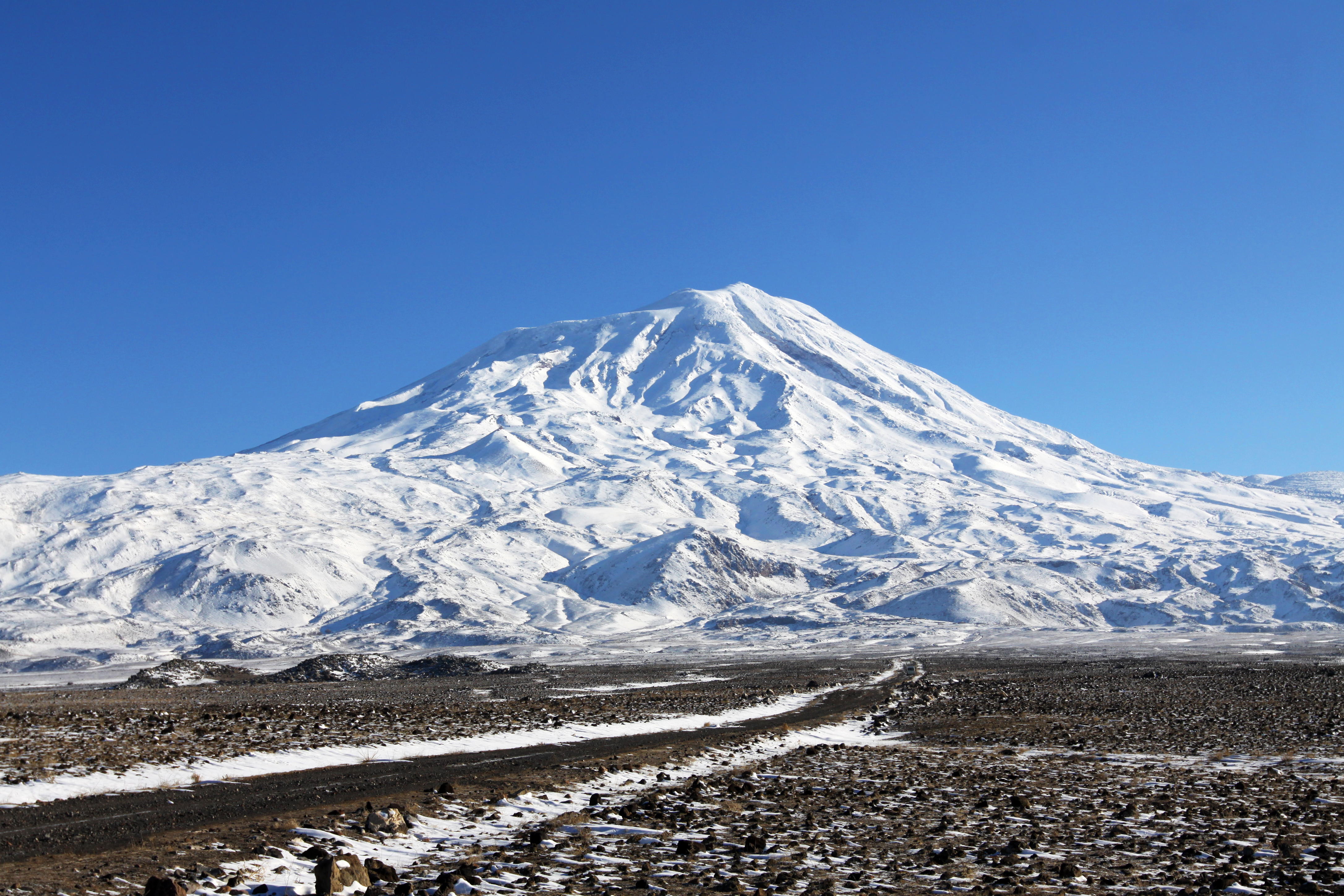
Monte Ararate, o mais alto do país

As montanhas tendem a ser mais altas a leste — tipicamente, os cumes mais altos a oeste não ultrapassam os 1 500 m, embora haja picos acima dos 2 000 m, como por exemplo o Uludağ, perto de Bursa e do mar de Mármara, cujo ponto mais alto se situa a 2 543 m. Nas montanhas que rodeiam a Anatólia Central são comuns os cumes com mais de 2 000 m e existem diversos bastante mais altos.
De forma semelhante, o terreno do chamado planalto da Anatólia, um termo que alguns aplicam a uma faixa a oeste do Lago Tuz e outros a praticamente toda a Anatólia Central, é progressivamente mais acidentado, variando a altitude média entre os 600 e os 1 200 m. Nas regiões mais a leste, onde o planalto é substituído por terrenos mais montanhosos, as altitudes médias mais comuns situam-se entre os 1 500 e os 2 000 m.
As cordilheiras mais extensas e mais altas são os montes Tauro (Toros Dağları), a sul e leste, e os montes Pônticos (Kuzey Anadolu Dağları), a nordeste. Entre as costas norte e noroeste da Anatólia e o interior erguem-se os montes Köroğlu.
A montanha mais alta da Turquia é o monte Ararate (Ağrı Dağı), um vulcão extinto com 5 165 m, onde, segundo a tradição judaico-cristã, atracou a Arca de Noé, a qual, segundo a lenda, está enterrada no cume. O monte Ararate e o seu vizinho "Pequeno Ararate" (também chamado monte Sis ou Küçük Ağrı em turco) situam-se no Planalto Arménio, junto ao local onde se encontram as fronteiras da Turquia, Arménia e Irão. São geralmente classificados como montanhas isoladas, mas também se usa o termo "maciço de Ağrı" para designar a formação montanhosa onde se inserem. Outros autores consideram o maciço como parte do Cáucaso e outros como fazendo parte do Tauro Oriental.

### Clima

Turquia segundo a classificação climática de Köppen-Geiger

Embora a maior parte do território da Turquia tenha um clima que se pode considerar mediterrânico, a variedade da topografia e principalmente a existência de cadeias de montanhas que correm paralelamente a quase todas as regiões costeiras, que impedem que a influência marítima avance para o interior, criam grandes variações climáticas regionais.
O clima das áreas litorais do Egeu e do Mediterrâneo é do tipo mediterrânico, com invernos chuvosos e verões quentes e relativamente secos, embora com elevada humidade relativa. As temperaturas no inverno podem ser bastante baixas, principalmente a ocidente, mas geralmente são relativamente amenas, sobretudo a leste de Antália.
Na região de Mármara e do Bósforo, uma zona de transição entre o clima mediterrânico, a sul, e o clima oceânico do mar Negro, a norte, as condições climatéricas têm muitas semelhanças com as do sul e norte.
No entanto, os invernos tendem a ser mais frios, sendo frequentes temperaturas negativas e neve no inverno, alguns dias frios na primavera, verão e outono, e chuvas estivais. À semelhança do que se passa na generalidade da Anatólia ocidental, as temperaturas médias rondam os 5 °C no inverno, com mínimas muito próximas de 0 °C, e 23 °C no verão, sendo frequentes máximas próximas dos 35 °C.
As regiões costeiras do mar Negro, que têm um clima oceânico, são úmidas e apresentam verões menos quentes e mais chuvosos que as restantes áreas costeiras. O interior da Anatólia, com um clima continental semiárido, apresenta grandes amplitudes térmicas, tanto diárias como anuais, com verões muito quentes e invernos muito rigorosos. Nas regiões de leste e sudeste os invernos são longos e mais frios do que no resto do território — algumas zonas ficam cobertas de neve entre novembro e abril. As áreas mais secas situam-se na Região do Sudeste da Anatólia e na província de Cónia, onde a precipitação média anual não ultrapassa os 300 mm.

### Fauna e flora

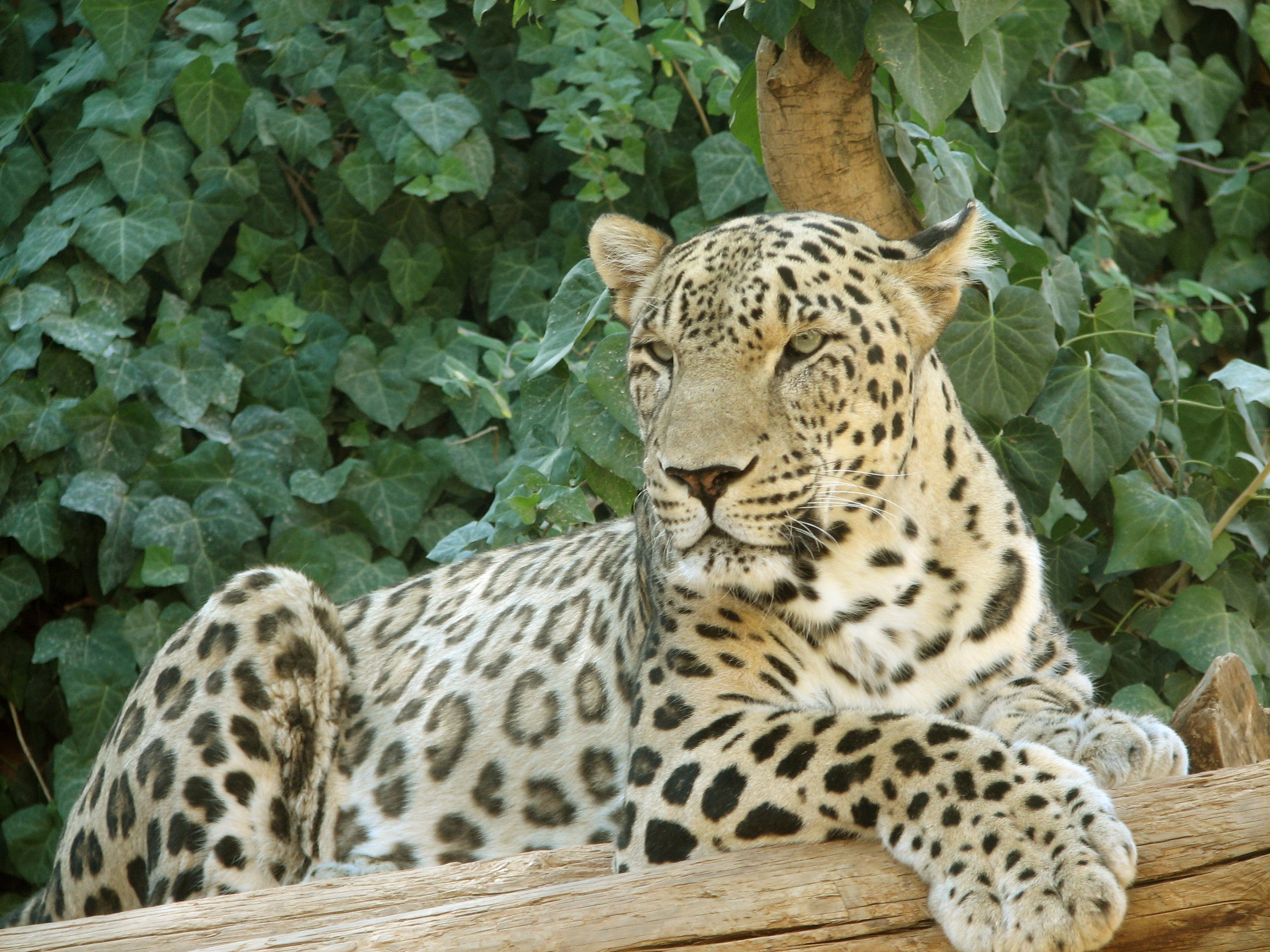
Leopardo da Anatólia

A fauna e a flora turcas estão sob proteção do Estado em parques nacionais e reservas, locais estes estabelecidos para preservar plantas e animais da devastação agrícola e industrial. A vegetação típica da Turquia reflete a variedade exibida no seu território. Como exemplo, vê-se na costa do Mediterrâneo a predominância do verde, com a presença da Podocytisus e de plantações comuns na área, como a de oliveiras e parreiras. Já na região central, predominam as estepes donas de uma variedade diferente de flores, como os grandes narcisos amarelos, enquanto na parte montanhosa prevalecem raras tulipas e jacintos azuis. Existem ainda densas florestas coníferas na cadeia do Tauro, lar de peónias e orquídeas; e vales verdes de vegetação silvestre e pinheiros ao longo da costa do mar Negro.
Em geral, compõem a fauna turca, ursos, lobos, águias, o leopardo-da-anatólia e outras variedades. Na região do Bósforo, podem observar-se diversas aves de rapina num total de 440 espécies diferentes, sendo a Reserva Natural Kuşcennetti o melhor local para observá-las. Nos ribeiros das montanhas encontram-se espécies de peixes e na região do lago de Vã. O turco Van, uma raça de gatos pelagem branca, é originária dessa região.

## Demografia

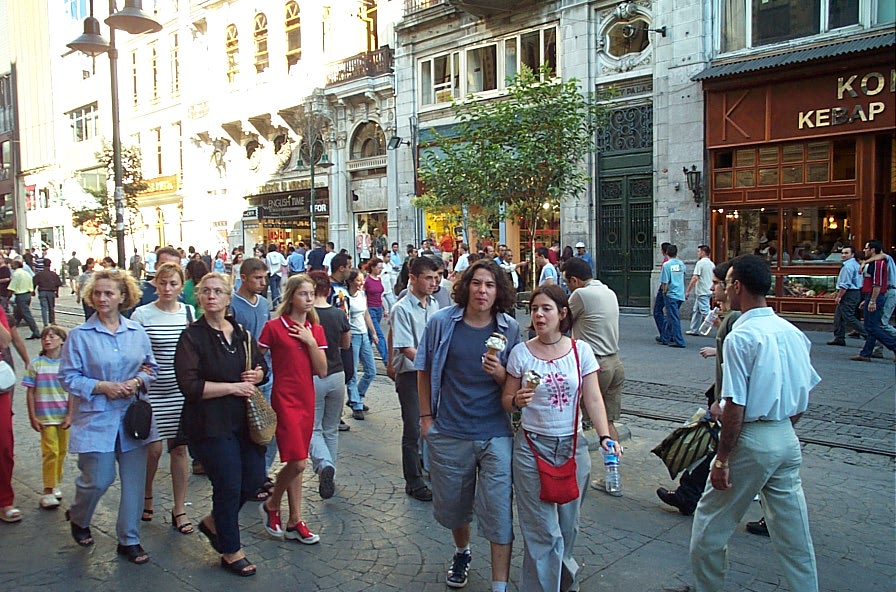
Pessoas na Avenida İstiklal em 1999

Segundo dados de 2021, a Turquia tinha 84 680 273 habitantes, 50,1% do sexo masculino e 49,9% do sexo feminino. A taxa de crescimento populacional foi, nesse mesmo ano, em relação ao ano anterior, 1,27 ‰. No entanto, a evolução demográfica varia bastante conforme as regiões — por exemplo, em 2009, quando o crescimento populacional era bastante mais elevado, 14 das 67 províncias registaram uma diminuição de população. Ainda em 2021, o número de imigrantes aumentou 458 626, atingindo 1 792 036 de pessoas. A densidade populacional nesse ano era 108,1 hab./km²; em 2009 era 92,6 hab./km², variando entre 2 486 na província de Istambul e 11 na província de Tunceli. Em 2009, a faixa etária entre os 15 os 64 anos correspondia a 67% da população; 26% da população tinha menos de 15 anos e 7% mais de 64 anos; metade da população tinha menos de 28,8 anos.
Cerca de 93,2% da população (78,9 milhões de habitantes) residia em capitais de distrito ou de província no fim de 2021. Nessa data, 18,7% dos habitantes residiam em Istambul e 6,8% em Ancara, as duas maiores cidades. O conjunto dessas cidades com Esmirna, Bursa e Antália tinham 37,5% da população do país. Segundo dados de 2006, a esperança de vida era de 73,2 anos (71,1 para os homens e 75,3 para as mulheres). A taxa de mortalidade infantil era 17,5 ‰, a taxa de fertilidade 2,2 e a taxa de mortalidade 6,3 ‰. A taxa de alfabetização era de 88,1% (96% para os homens e 80,4% para as mulheres). A diferença destes números deve-se sobretudo aos hábitos dos grupos mais tradicionalistas árabes e curdos que vivem nas províncias do sudeste de não enviarem as suas meninas para escola.

### Grupos étnicos
| Grupos étnicos na Turquia (2008) | Grupos étnicos na Turquia (2008) | Grupos étnicos na Turquia (2008) | Grupos étnicos na Turquia (2008) | Grupos étnicos na Turquia (2008) |
| -------------------------------- | -------------------------------- | -------------------------------- | -------------------------------- | -------------------------------- |
| Etnia                            |                                  |                                  | Percentagem                      |                                  |
| Turcos                           | Turcos                           |                                  | 76,0%                            | 76,0%                            |
| Curdos                           | Curdos                           |                                  | 15,7%                            | 15,7%                            |
| Outros                           | Outros                           |                                  | 8,3%                             | 8,3%                             |

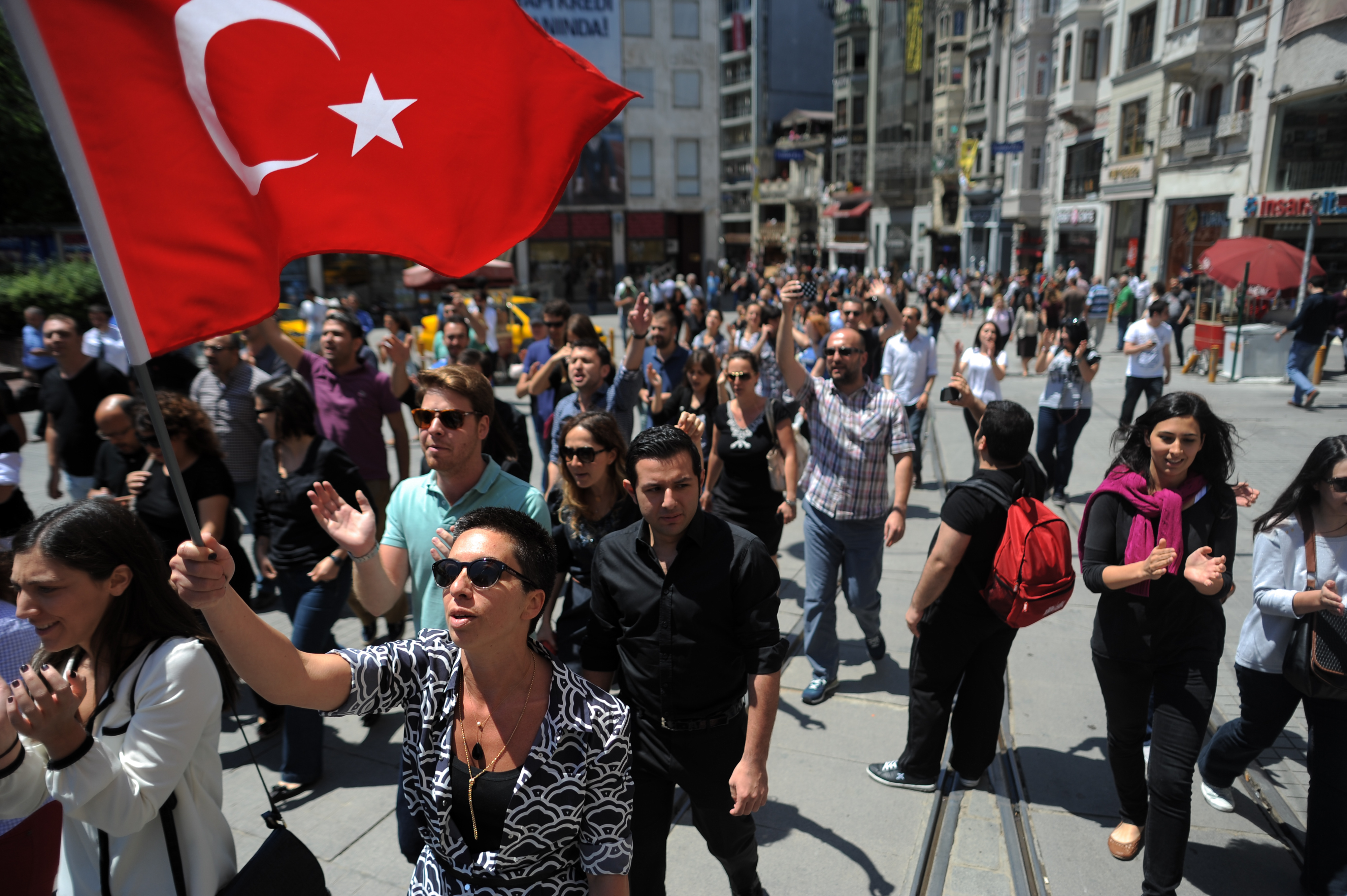
Turcos em Istambul

É frequente considerar-se que a maior parte da população da Turquia é de "etnia turca" (entre 70 e 88%, conforme as fontes). No entanto, atendendo à grande diversidade de povos que habitaram o que é hoje a Turquia desde há milhares de anos, à inevitável miscigenação, ao carácter multiétnico e multicultural do Império Otomano e ao facto de oficialmente todos os cidadãos nacionais serem turcos, não há certezas quanto à verdadeira origem étnica da maioria da população dita "turca", sendo que é provável que uma parte considerável não seja diretamente aparentada com os povos turcomanos asiáticos aos quais se associa historicamente o termo "turco".
O facto da tradição política kemalista, seguida por quase todos os governos republicanos, não reconhecer formalmente a existência da maior parte das minorias étnicas origina que existam muito poucos dados estatísticos fiáveis e precisos sobre o panorama étnico do país. As únicas minorias reconhecidas oficialmente são as que constaram no Tratado de Lausana: arménios, gregos e judeus. Os curdos constituem a minoria étnica mais numerosa (as estimativas variam entre 9% e 18%).
Nas últimas décadas, uma parte considerável das minorias étnicas tem vindo a emigrar para as grandes cidades, por vezes distantes dos seus territórios ancestrais, e para o estrangeiro. As minorias de zazas, árabes (que em 1995 se estimavam entre 80 000 e um milhão), yörük, e assírios são originárias do leste e sudeste. A nordeste encontram-se diversas minorias de origem caucasiana: circassianos e várias etnias de georgianos, nomeadamente abecásios, adjarianos, hemichis e lazes. Aí viviam também os gregos pônticos até à década de 1920.
Os gregos eram uma das minorias mais importantes no período otomano, mas em 1995 estimava-se que o número de gregos não ultrapassava 20 000, que habitavam quase todos em Istambul. Estima-se em 40 000 o número de arménios turcos, grande parte deles residentes em Istambul, onde ainda formam uma comunidade próspera. Há ainda alguns descendentes de povos originários da Europa Oriental (albaneses, bosníacos e pomaks [búlgaros]) e Europa Ocidental. Estes são usualmente designados como levantinos, sendo a maior parte descendente das prósperas e relativamente numerosas antigas comunidades francesa e italianas (sobretudo genovesa e veneziana), cujas famílias em alguns casos estão na Turquia desde a Idade Média. Estas comunidades foram numerosas sobretudo em Istambul e Esmirna, mas atualmente são diminutas.

#### Nacionalismo curdo

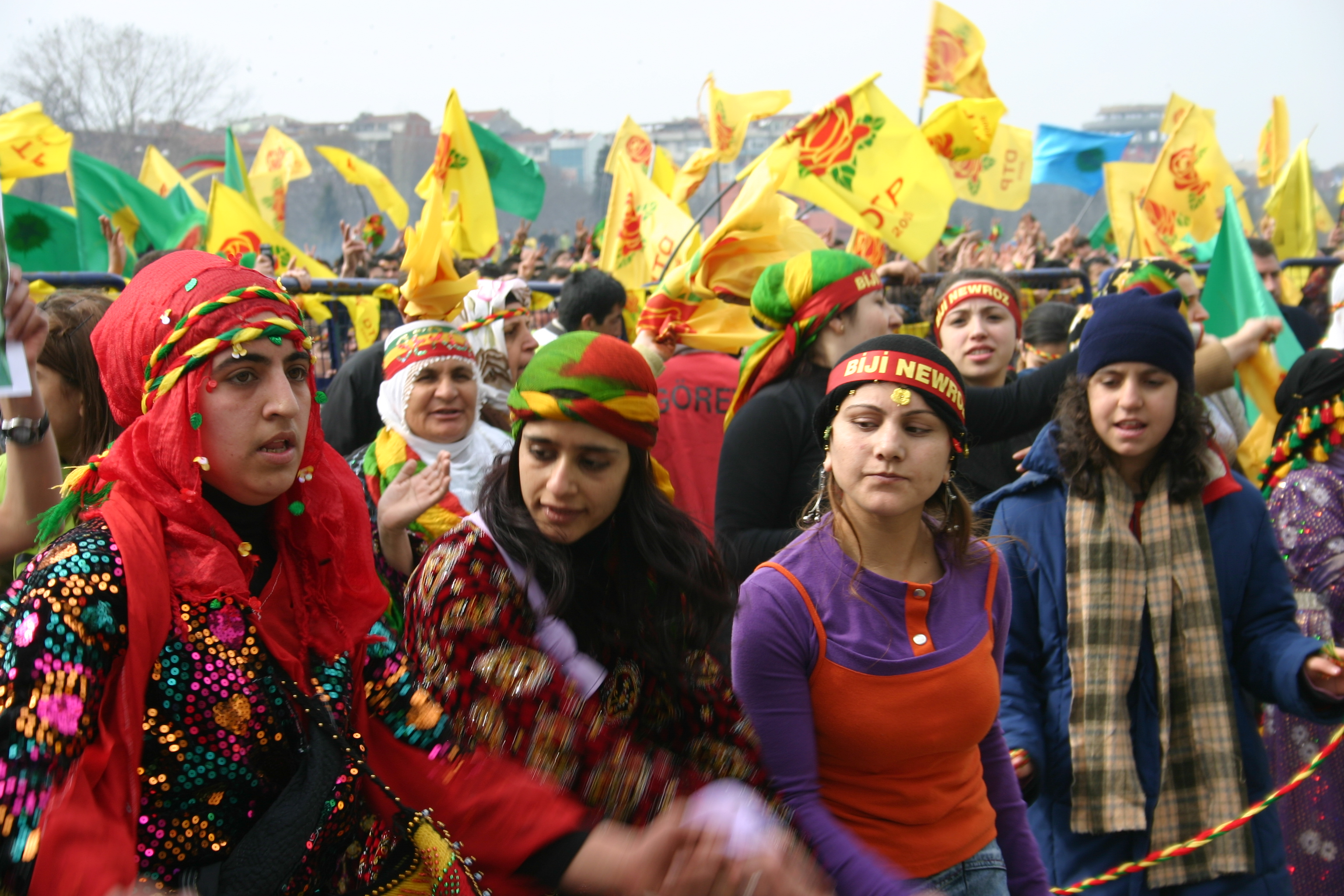
Curdos celebrando o Noruz (Ano Novo persa) em Istambul

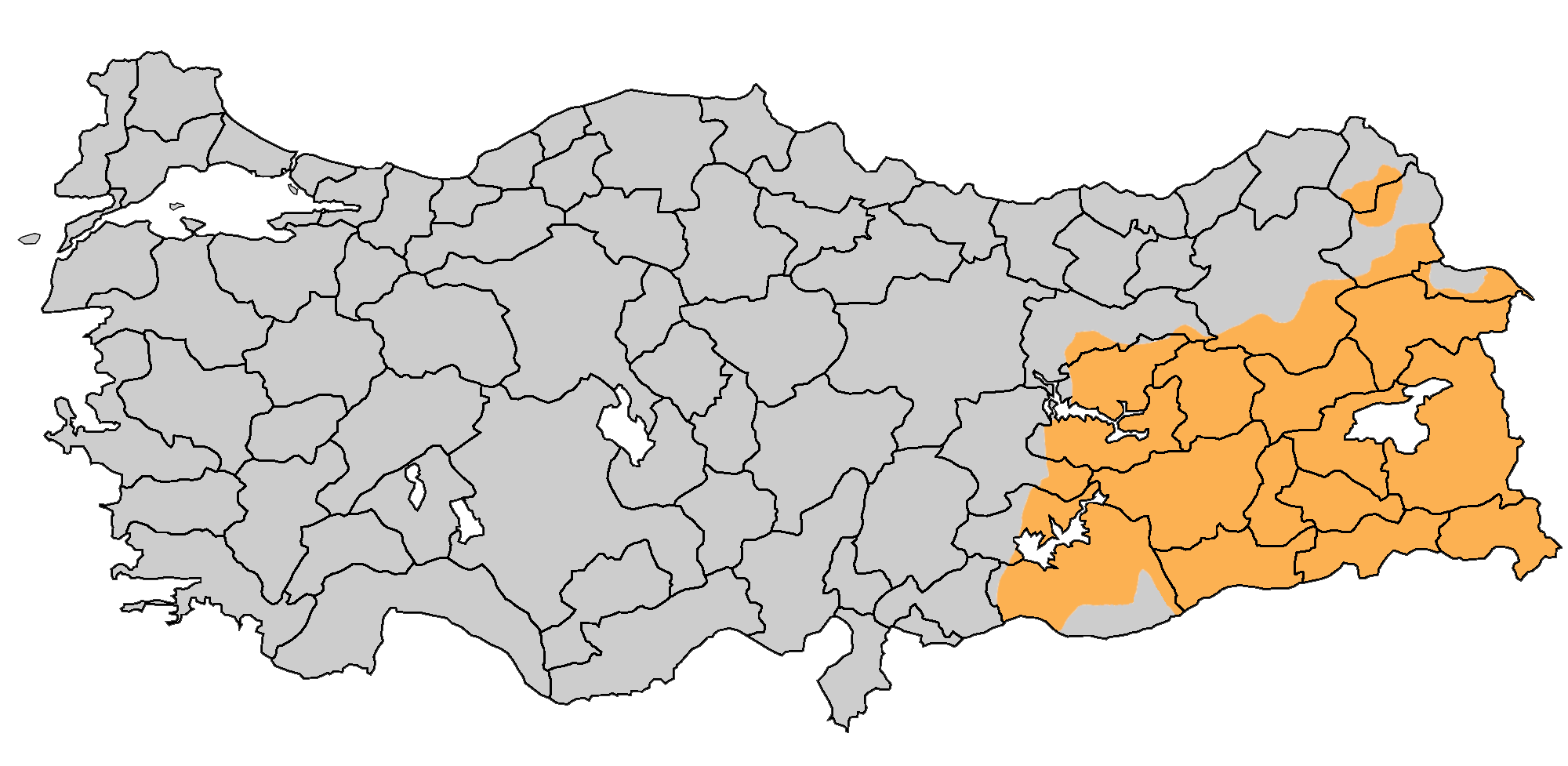
Áreas da Turquia onde a população é composta maioritariamente por curdos.

O desejo de maior autonomia, quando não mesmo de independência, de certos setores políticos curdos é, desde há décadas, a maior fonte de conflitos internos na Turquia. O nacionalismo curdo surgiu no final do século XIX e na Turquia foi intensificado pelo secularismo e centralismo kemalista, que ia contra as tradições islâmicas e contra uma certa descentralização e autonomia do Império Otomano, cuja organização refletia explicitamente o carácter multiétnico do império.
Apesar de, por exemplo, a constituição de 1961 reconhecer a liberdade de expressão, de imprensa e de associação aos curdos, na maior parte do tempo isso não aconteceu nem ainda acontece, havendo repressão de grau variável conforme as inclinações políticas dos governos e da maior ou menor intervenção direta na política dos militares, tradicionalmente o bastião do kemalismo. A constituição atual não reconhece os curdos como minoria, e apesar de recentemente o idioma curdo ter sido autorizado para uso informal e autorizadas emissões de rádio e de televisão em curda, ainda que de forma muito limitada, até há pouco tempo ainda era proibido ensinar curdo nas escolas.
A situação agravou-se a partir dos anos 1970, quando foi fundado o Partido dos Trabalhadores do Curdistão (PKK), de inspiração marxista, que em 1984 iniciou uma luta armada, que em alguns períodos quase que assumiu a forma de guerra civil localizada, e esteve na origem de vários atentados terroristas. Estima-se que o conflito já provocou cerca de 30 000 mortos, entre militares turcos, milícias do PKK e vítimas de terrorismo, e que mais de um milhão de pessoas foram deslocadas desde o início do conflito armado. A atuação dos militares e forças de segurança turcas contra os curdos a pretexto da luta antiterrorista está na base da maior parte das acusações internacionais de violação dos direitos humanos contra a Turquia.

### Línguas

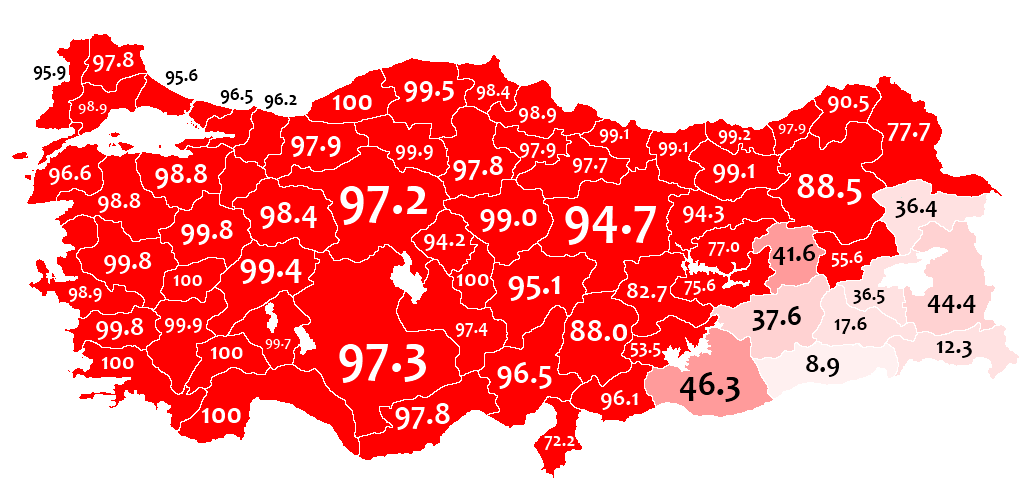
Falantes de turco de acordo com o censo de 1965.

O turco é a única língua oficial da Turquia. Contrariamente às línguas mais faladas na região do mundo onde se insere, é uma língua não indo-europeia, da família das línguas túrquicas, que é falada não só pelos naturais da Turquia ou seus descendentes, nomeadamente na Europa Ocidental, onde há muitos imigrantes turcos, mas também por diversas populações de outras regiões relativamente próximas da Turquia na Europa e da Ásia. Segundo algumas fontes, em 1996 era a 15ª língua mais falada do mundo.
Além de ser a língua oficial e língua materna de mais de 84% ou 90% da população, estima-se que praticamente toda a população use o turco como segunda língua. Embora um artigo da constituição turca de 1982 proíba a discriminação com base na língua, contraditoriamente, o uso público e o ensino de outras línguas que não o turco são proibidas noutros artigos. As únicas exceções, resultantes do Tratado de Lausana, são o grego, arménio e as línguas hebraicas, nomeadamente o ladino, apesar de em alguns estabelecimentos privados se ministrarem aulas em inglês, francês e alemão, em certos casos em escolas fundadas no século XIX.
A segunda língua mais falada é o curdo, língua materna de cerca de 14% da população e lingua franca em muitas partes do sudeste da Anatólia, inclusivamente para não curdos. Muitos dos grupos étnicos referidos anteriormente têm as suas próprias línguas.

### Religiões
A Turquia é um estado secular, sem religião oficial; a constituição consagra a liberdade religiosa e de consciência. O Islão é a religião dominante no país em número de seguidores — 97% ou 98% da população é muçulmana "praticante", um número que segundo algumas fontes sobe para mais de 99% (alguns referem 99,8%) se os "não praticantes" forem contabilizados. No entanto há estudos que apontam para que a percentagem de muçulmanos que observam a generalidade dos preceitos islâmicos, como o de rezar todos os dias e ir à mesquita pelo menos na sexta-feira, não ultrapasse os 66%.
A maioria da população não muçulmana (entre 0,2% e 1%) é cristã (140 000; 0,2%), mas também há judeus (c. 35 000), iazidis (c. 2 500), iarsanistas (50 000) e bahá'ís (c. 15 000). Os cristãos são sobretudo apostólicos ou ortodoxos arménios (50 000), católicos romanos de rito arménio (2 500), protestantes arménios (500) e ortodoxos sírios (15 000), mas também há católicos romanos de rito latino (5 000), católicos romanos de rito caldeu (5 000), ortodoxos gregos (entre 3 000 e 4 000) e protestantes (3 000). Os restantes credos cristãos têm cerca de 3 000 seguidores. Segundo um estudo de 2007, cerca de 3% da população turca é ateia ou agnóstica.

O papel da religião tem originado alguma controvérsia desde que surgiram os primeiros partidos islamistas. A República da Turquia foi fundada sobre uma constituição estritamente secular que proíbe a influência de qualquer religião, incluindo o Islão, e há algumas questões sensíveis que são fonte de incessantes polémicas e debates, nomeadamente a proibição de algumas peças de vestuário em escolas, universidades e edifícios públicos, como o hijab (lenço ou peça de pano para cobrir a cabeça das mulheres), que os setores mais fiéis ao kemalismo veem como símbolos muçulmanos. Tem havido diversas tentativas para acabar com essas proibições por parte das forças políticas islamistas que desde os anos 1990 têm estado no governo.
Ao contrário do que se passa na generalidade de outros países islâmicos, as forças políticas mais tradicionalistas e conservadoras da Turquia são fortemente laicas, enquanto que os islamistas moderados se encontram entre os adeptos mais convictos de uma aproximação e abertura ainda maior ao Ocidente, nomeadamente defendendo a adesão à União Europeia, a qual implica uma série de reformas liberalizantes tanto no plano económico, como a no plano social e legal.

## Governo

### Política

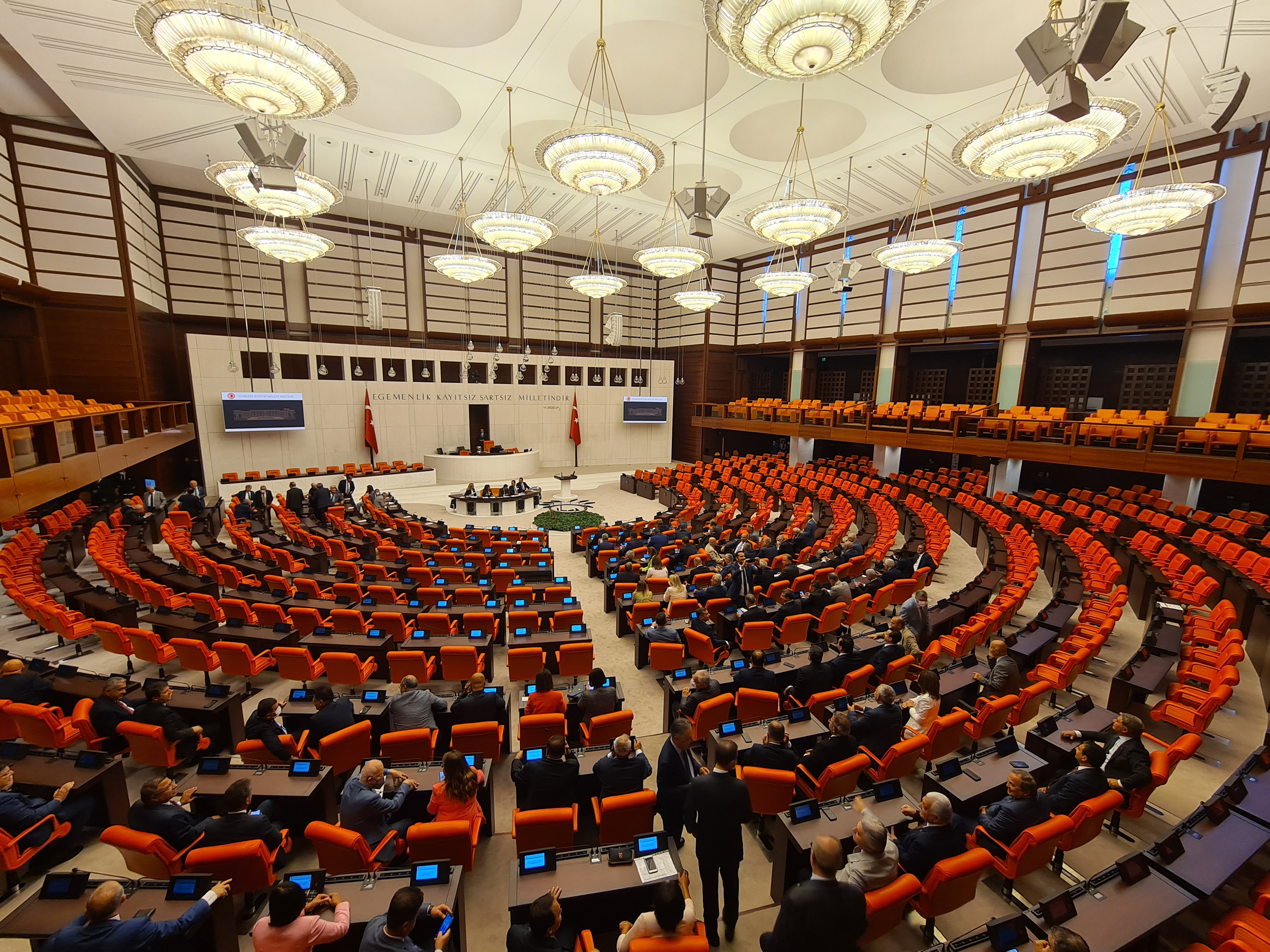
Grande Assembleia Nacional

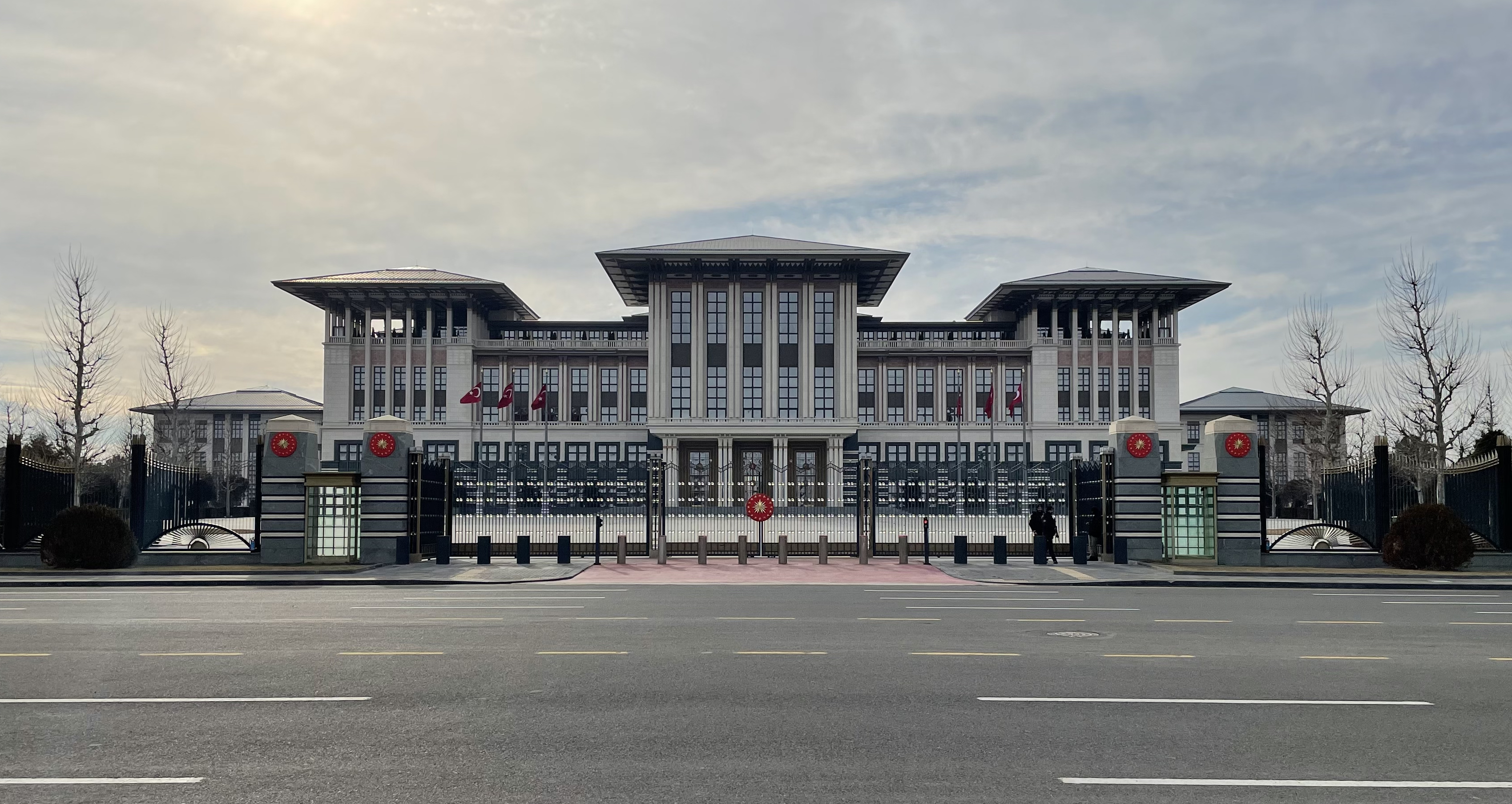
Palácio Presidencial

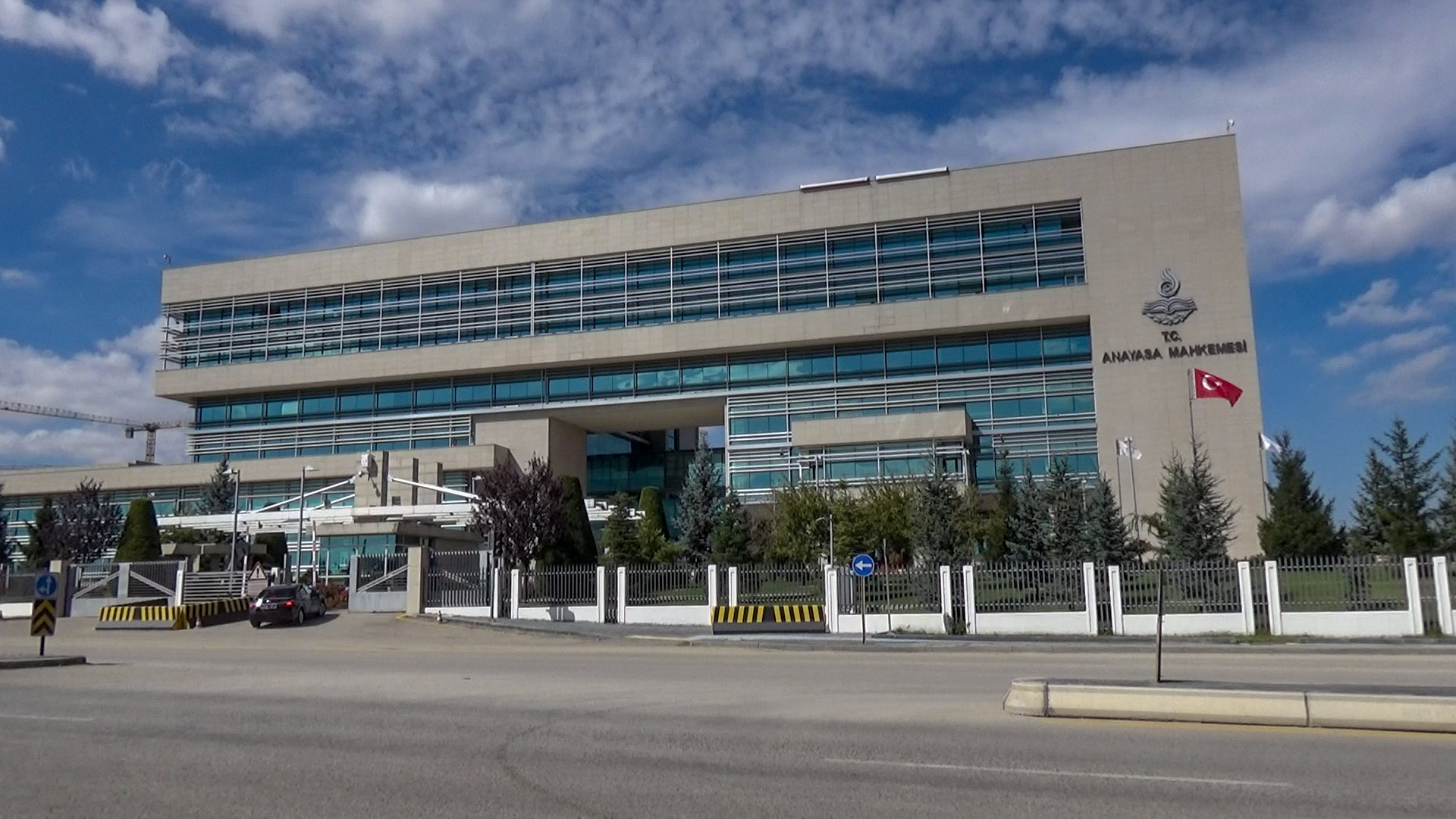
Tribunal Constitucional

Entre 1923 e 2018, a Turquia foi uma democracia representativa parlamentar. O sistema presidencialista foi adotado através de um referendo em 2017; o novo regime político entrou em vigor com a eleição presidencial em 2018 e deu ao presidente o controle completo do executivo, incluindo o poder de emitir decretos, nomear o seu próprio gabinete, elaborar o orçamento, dissolver o parlamento convocando eleições antecipadas e aparelhar a burocracia e os tribunais com nomeações políticas.
O gabinete do primeiro-ministro foi abolido e os seus poderes (juntamente com os do gabinete) foram transferidos para o presidente, que é o chefe de Estado e é eleito para um mandato de cinco anos por eleições diretas. Recep Tayyip Erdoğan é o primeiro presidente eleito pelo voto direto. A constituição da Turquia rege o quadro legal do país. Estabelece os princípios principais do governo e estabelece a Turquia como um estado centralizado unitário.
O poder executivo é exercido pelo presidente, enquanto o poder legislativo é investido no parlamento unicameral, a Grande Assembleia Nacional da Turquia. O poder judiciário é nominalmente independente do executivo e do legislativo, mas as mudanças constitucionais que entraram em vigor com os referendos em 2007, 2010 e 2017 deram maiores poderes ao presidente e ao partido no poder para nomear ou destituir juízes e promotores.
O Tribunal Constitucional é encarregado de decidir sobre a conformidade das leis e decretos com a constituição. O Conselho de Estado é o tribunal de último recurso para casos administrativos e o Supremo Tribunal da Turquia para todos os demais.
Em 2021, a Turquia tinha 4,35 (numa escala de 0 a 10) no Índice de democracia, classificando o país como um "regime híbrido", um caso à parte na Europa Ocidental, em contínuo deslize, durante a última década, para a autocracia de Erdoğan. Em 2023, a Freedom House classificou a Turquia como "não livre".

### Eleições e partidos

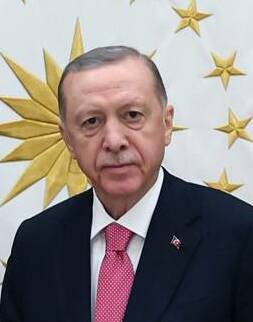
Recep Tayyip Erdoğan, o presidente do país em 2023

O sufrágio universal para ambos os sexos têm sido aplicado em toda a Turquia desde 1933, antes da maioria dos países, e todo cidadão turco que completar 18 anos de idade tem o direito de votar. Há 600 membros no parlamento que são eleitos para um mandato de quatro anos por um sistema de representação proporcional de lista partidária de 85 distritos eleitorais. O Tribunal Constitucional pode privar o financiamento público de partidos políticos que ele considerar antisseculares ou separatistas, ou banir sua existência completamente. O limiar eleitoral é de 10% dos votos.
Os defensores das reformas de Atatürk são chamados kemalistas, distintos dos islamistas, representando as duas visões divergentes sobre o papel da religião na legislação, na educação e na vida pública. A visão kemalista apoia uma forma de democracia com uma constituição laica e um estilo de vida secular ocidentalizado, enquanto mantém a necessidade de intervenção estatal na economia, na educação e em outros serviços públicos. Desde a sua fundação como uma república em 1923, a Turquia desenvolveu uma forte tradição de secularismo.
No entanto, desde a década de 1980, questões como desigualdade de rendimentos e distinção de classes deram origem ao populismo islâmico, um movimento que sustenta um papel maior da religião nas políticas governamentais e, em teoria, apoia a obrigação de autoridade, solidariedade comunitária e justiça social; embora o que isto implique na prática seja frequentemente contestado. A Turquia sob o governo de Erdoğan e do AKP tem sido descrita como cada vez mais autoritária. Antes do referendo constitucional em 2017, o Conselho da Europa já via a Turquia à deriva em direção a uma autocracia, alertando para uma "dramática regressão de sua ordem democrática". Muitos elementos do pacote de reforma constitucional que foi aprovado com o referendo de 2017 aumentaram as preocupações na União Europeia em relação à democracia e à separação de poderes no país.

### Relações internacionais
A Turquia é membro fundador da Organização das Nações Unidas (1945), da OCDE (1961), da OIC (1969), da OSCE (1973), do ECO (1985), da BSEC (1992) e do G20 (1999). Em 17 de outubro de 2008, a Turquia foi eleita como membro não permanente do Conselho de Segurança das Nações Unidas, o que já tinha acontecido em 1951–1952, 1954–1955 e 1961.

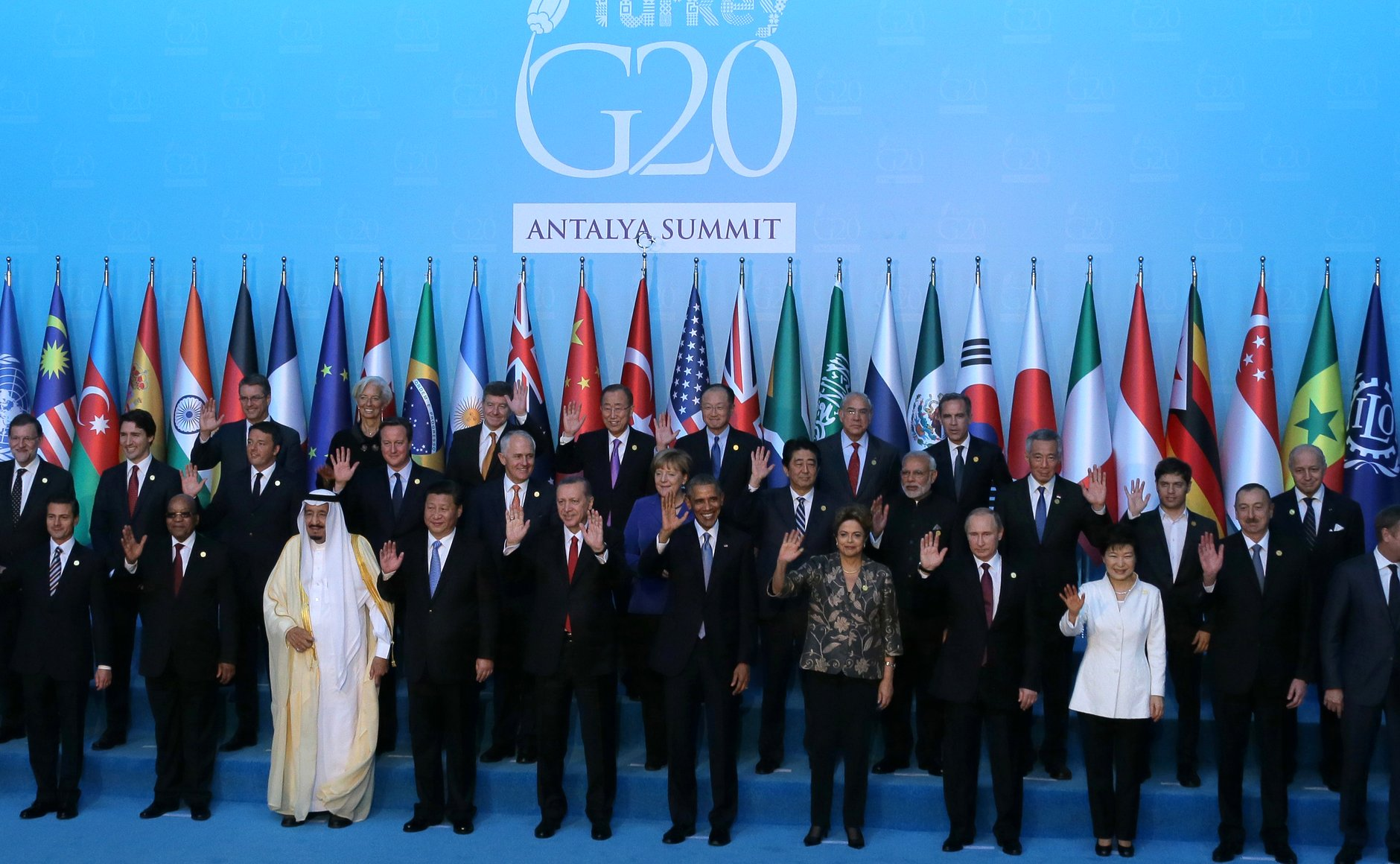
10.ª reunião de cúpula do G20, realizada em Antália

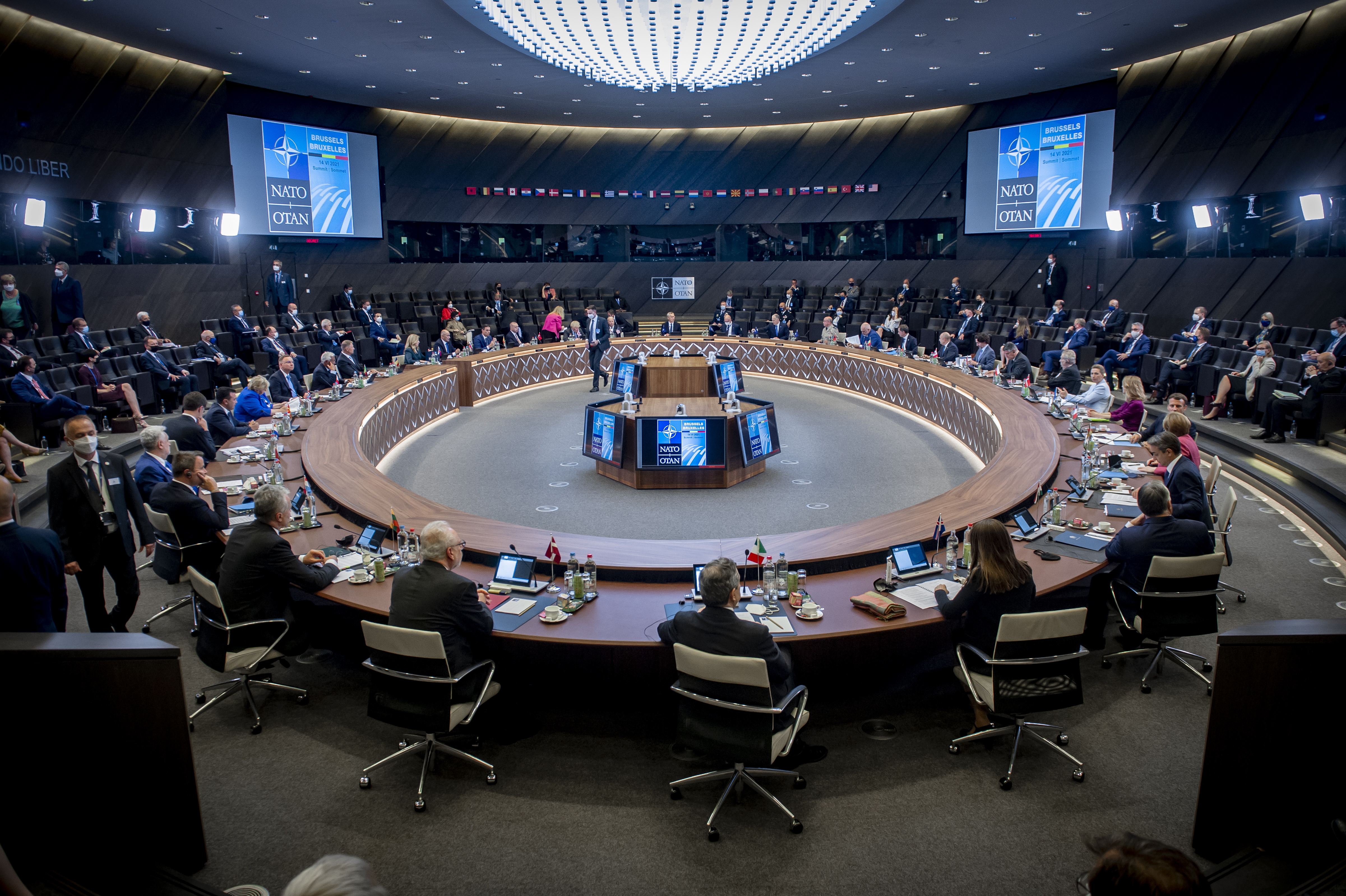
A Turquia aderiu à OTAN em 1952

Em consonância com sua orientação ocidental tradicional, as relações com a Europa sempre foram um elemento central da política externa turca. Em 1949 a Turquia tornou-se membro do Conselho da Europa e em 1963 tornou-se membro associado da Comunidade Económica Europeia (CEE), a antecessora da União Europeia (UE), um estatuto a que se tinha candidatado em 1959. Depois de décadas de negociações, o país candidatou-se à adesão plena da CEE em 1987. Em 1992 foi assinado o Acordo de Ancara, que admitiu a Turquia como membro da União da Europa Ocidental (UEO). Em 1995 concluiu um acordo de união aduaneira com a UE e em 2005 foram finalmente iniciadas as negociações formais para a adesão plena à UE. Em julho de 2014 foi admitida como observador associado na Comunidade dos Países de Língua Portuguesa.
A Turquia não reconhece a República de Chipre (que atualmente apenas ocupa de facto a parte da ilha maioritariamente grega) como única autoridade da ilha desde 1974, pois é o único país que reconhece a República Turca de Chipre do Norte.
Outro aspeto importante das relações exteriores da Turquia tem sido os seus laços com os Estados Unidos. Com base na ameaça comum representada pela União Soviética, a Turquia aderiu à OTAN em 1952, assegurando as suas estreitas relações bilaterais com Washington durante a Guerra Fria. No ambiente pós-Guerra Fria, a importância geoestratégica da Turquia manteve-se devido à sua proximidade com o Médio Oriente, Cáucaso e Balcãs. Desde a década de 1940 que os Estados Unidos têm apoiado a Turquia nos campos militar, político, diplomático e económico, inclusivamente em questões fundamentais como a adesão à União Europeia.
A independência dos estados turcos da União Soviética em 1991, com o qual a Turquia compartilha um património cultural e linguístico comum, permitiu à Turquia alargar as suas relações económicas e políticas na Ásia Central, abrindo caminho à construção do Oleoduto Baku-Tbilisi-Ceyhan, um projeto de milhares de milhões de dólares que transporta petróleo e gás natural desde Baku, no Azerbaijão, ao porto de Ceyhan, na província de Adana, no sudeste da Turquia. O oleoduto faz parte da estratégia turca para se tornar um canal de energia para o Ocidente. No entanto, a fronteira da Turquia com a Arménia, permanece fechada desde a Guerra do Alto Carabaque (1988–1994).

### Direitos humanos

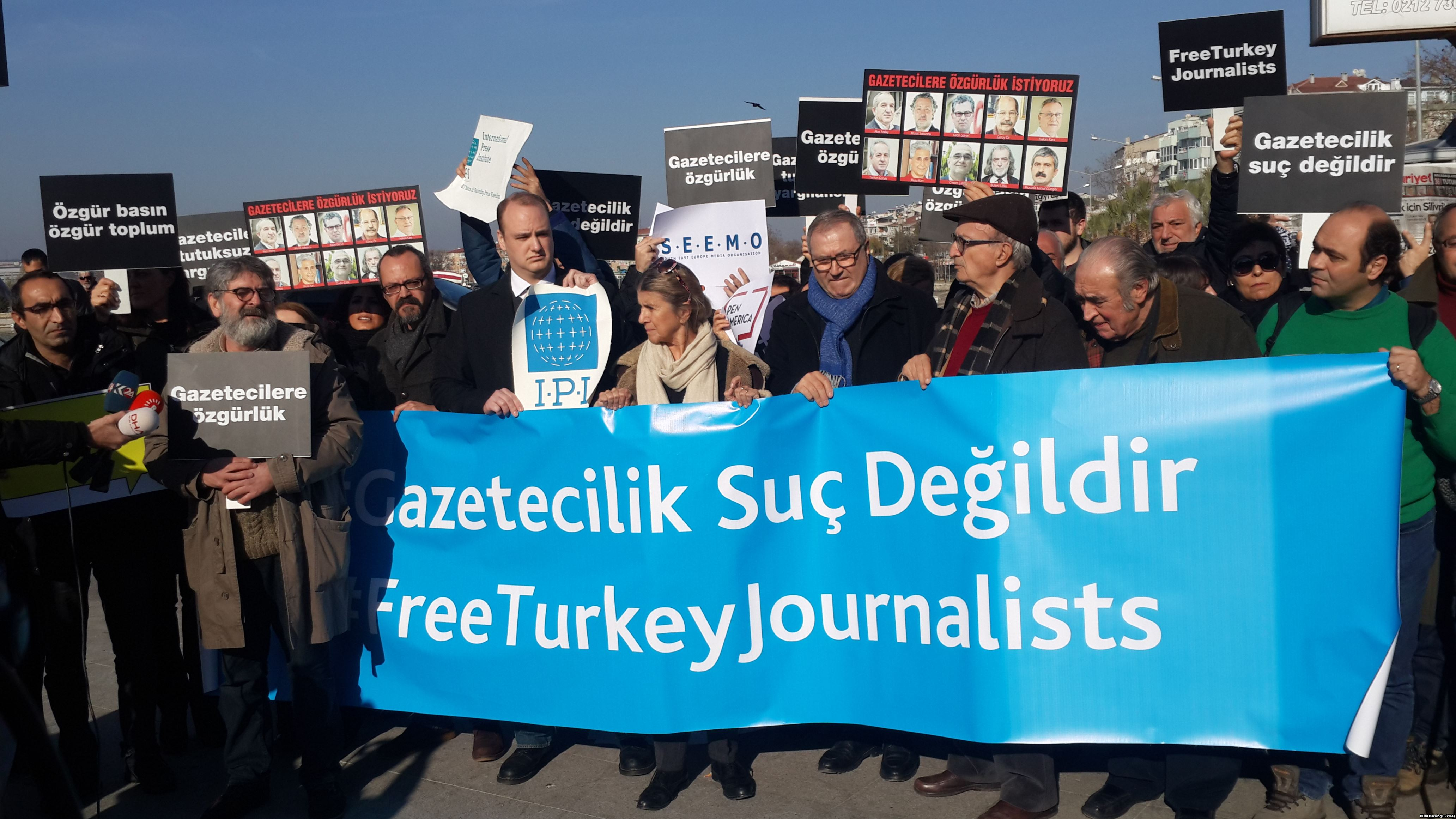
Jornalistas turcos protestam contra a prisão de seus colegas no Dia Internacional dos Direitos Humanos, 10 de dezembro de 2016

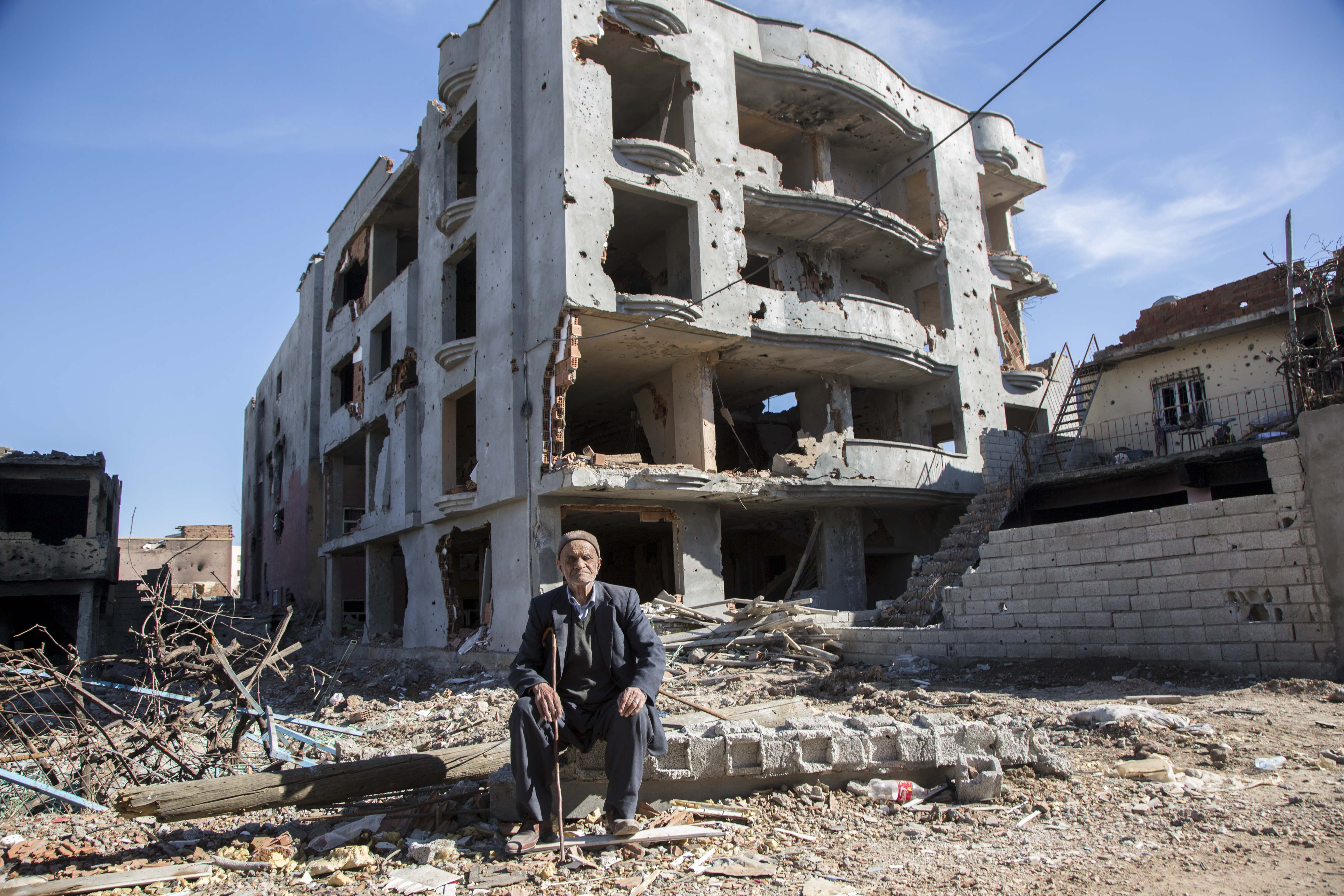
A cidade curda de Cizre ficou em ruínas em março de 2016 devido ao conflito entre o governo turco e o PKK, parte do conflito curdo-turco

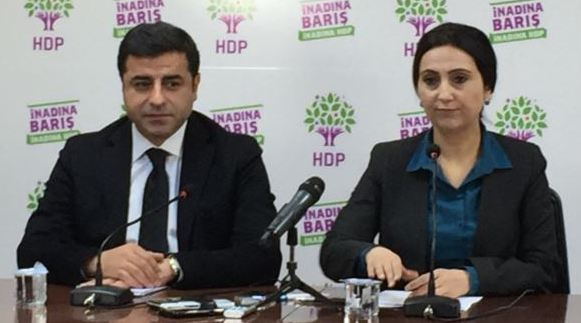
Os políticos de oposição Selahattin Demirtas e Figu Yüksekdağ foram presos sob acusação de "terrorismo" em 2016

Os direitos humanos na Turquia têm sido objeto de controvérsia e de condenação internacional. Entre 1959 e 2011, o Tribunal Europeu dos Direitos Humanos fez mais de 2 400 julgamentos contra o governo turco por violações aos direitos humanos, particularmente em relação ao direito à vida e à liberdade e a tortura. Outras questões, como direitos dos curdos, direitos das mulheres, direitos LGBT e liberdade de imprensa, também atraíram polêmica. O registo dos direitos humanos no país continua a ser um obstáculo significativo à futura adesão à União Europeia.
De acordo com o Comitê para a Proteção dos Jornalistas (CPJ), o governo do AKP travou uma das maiores repressões mundiais contra a liberdade de imprensa. Um grande número de jornalistas foi preso através de acusações como "terrorismo" e "atividades antiestatais", como os casos de Ergenekon e Balyoz, enquanto milhares foram investigados sob acusações de "denegrir a condição turca" ou "insultar o Islã", em um esforço para semear a autocensura. Em 2017, o CPJ identificou 81 jornalistas presos na Turquia (incluindo a equipe editorial do Cumhuriyet, o jornal mais antigo do país ainda em circulação), todos diretamente por causa do seu trabalho publicado (mais que qualquer país no mundo, inclusive Irã, Eritreia ou China), enquanto nove músicos foram presos por seu trabalho (o 3.º lugar no planeta, depois da Rússia e da China). Um ex-porta-voz do Departamento de Estado dos Estados Unidos, Philip J. Crowley, disse que os Estados Unidos tinham "amplas preocupações sobre tendências que envolviam a intimidação a jornalistas na Turquia". A mídia turca é classificada como "não livre" pela Freedom House, que diz em sua resolução de 22 de junho de 2016, intitulada "O funcionamento das instituições democráticas na Turquia", que a Assembleia Parlamentar do Conselho da Europa advertiu que "os recentes desenvolvimentos na Turquia em matéria de liberdade dos meios de comunicação e de expressão, erosão do Estado de direito e as violações dos direitos humanos em relação às operações de segurança antiterrorismo no sudeste do país levantaram sérias questões sobre o funcionamento de suas instituições democráticas".
A 20 de maio de 2016, o parlamento turco retirou a imunidade de quase um quarto dos seus membros, incluindo 101 deputados do partido pró-curdos HDP e do principal partido de oposição, o CHP. Em reação ao golpe de Estado fracassado em 15 de julho de 2016, mais de 160 000 juízes, professores, policiais e funcionários públicos foram suspensos ou demitidos, 77 000 foram formalmente presos, e 130 organizações da imprensa, incluindo 16 radiodifusores e 45 jornais, foram fechados pelo governo turco. Além disto, 160 jornalistas também foram presos.
Em 29 de abril de 2017, as autoridades turcas bloquearam o acesso on-line à Wikipédia em todos os idiomas. As restrições foram impostas no contexto dos expurgos de 2016/17, poucas semanas após um referendo constitucional significativo e depois de anos de censura parcial e seletiva do conteúdo da Wikipédia. Após a proibição, Jimmy Wales, o fundador da Wikipédia, foi desconvidado da World Cities Expo em Istambul de 15 a 18 de maio. O professor de direito turco Yaman Akdeniz estima que a Wikipédia seja um dos cerca de 127 000 sites bloqueados pelas autoridades turcas. Estima-se que 45% dos turcos contornaram os bloqueios da Internet, em um momento ou outro, usando uma rede privada virtual (VPN). Em 26 de dezembro de 2019, no entanto, o Tribunal Constitucional decidiu que o bloqueio da Wikipédia violava os direitos humanos e ordenou que fosse retirado, o que foi posto em prática em 15 de janeiro de 2020.

### Forças armadas

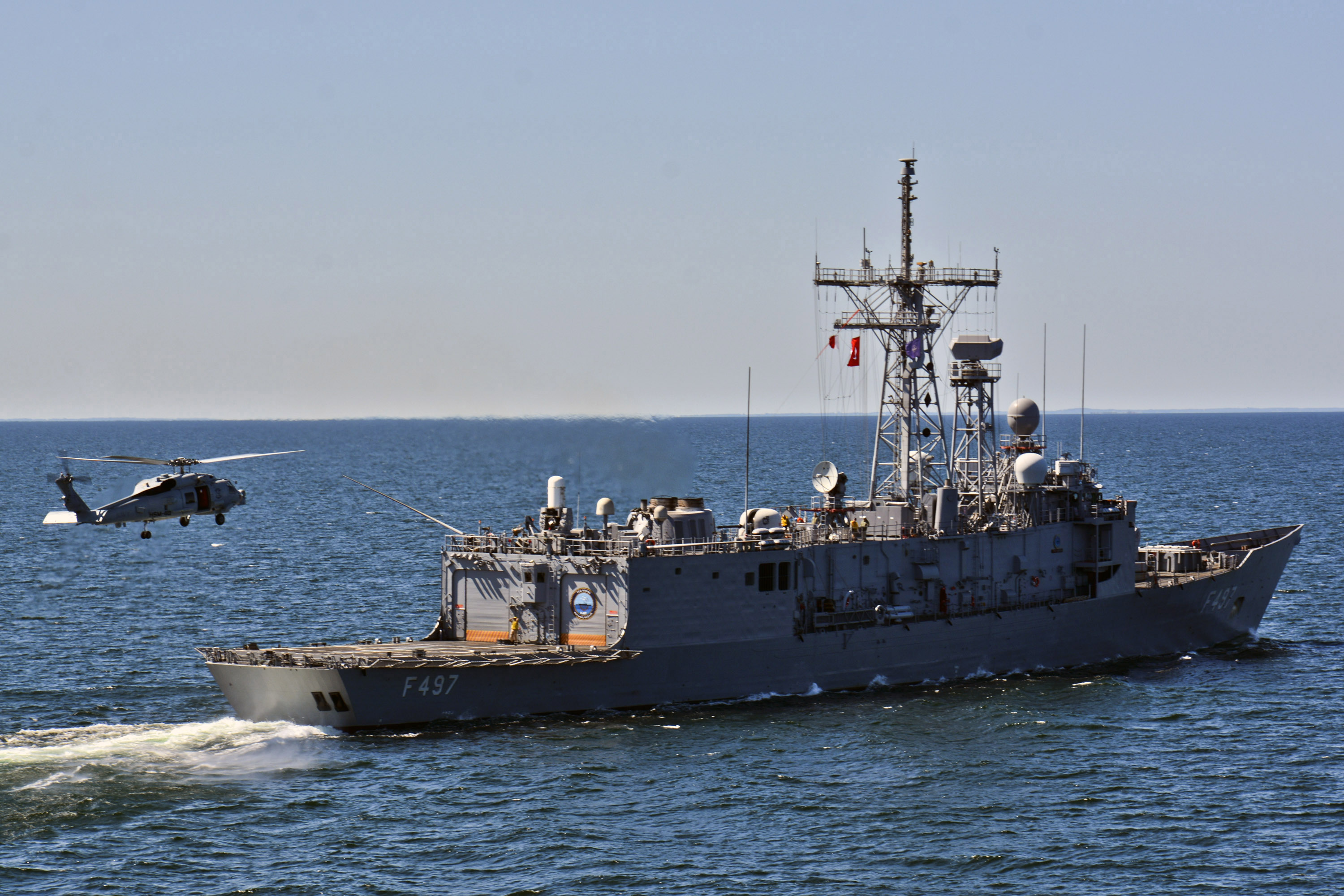
Fragata turca TCG Göksu (F 497)

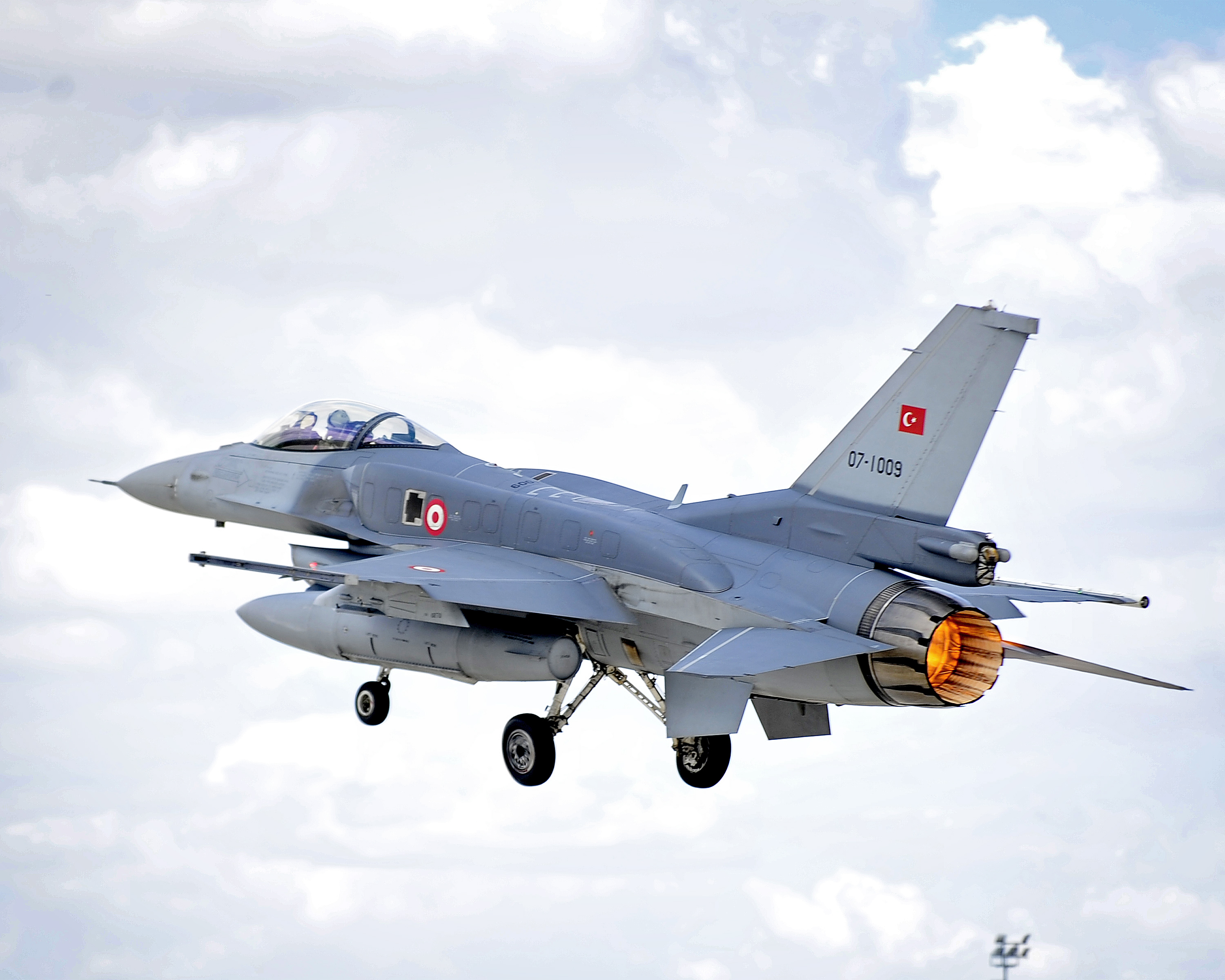
Caça F-16 Solo Turk da Força Aérea Turca, produzido pela Turkish Aerospace Industries

As Forças Armadas da Turquia são formadas pelo Exército, Marinha e Força Aérea. A Gendarmaria e a  Guarda Costeira operam como parte do Ministério da Administração Interna em tempo de paz, apesar de serem subordinados, respectivamente, aos Comandos do Exército e Marinha em tempos de guerra, durante os quais ambos têm funções militares além da de aplicação da lei interna.
As forças armadas turcas são a segunda maior força armada permanente da OTAN, após as Forças Armadas dos Estados Unidos, com uma força combinada de pouco mais de um milhão de pessoal uniformizado servindo nos seus cinco ramos. Todos os cidadãos do sexo masculino são obrigados a servir nas Forças Armadas por um período que varia de três semanas a quinze meses, dependente da educação e do local de trabalho.
A Turquia é um dos cinco países membros da OTAN que fazem parte da política nuclear partilhada da aliança, juntamente com a Bélgica, Alemanha, Itália e Países Baixos. Em 2005, 90 bombas nucleares B61 estavam armazenadas na base aérea de İncirlik, das quais 40 estão reservadas para uso da Força Aérea turca.
Em 1998, a Turquia anunciou um programa de modernização militar no valor de 160 mil milhões * de dólares ao longo de um período de vinte anos em vários projetos, incluindo tanques, caças, helicópteros, submarinos, navios de guerra e espingardas automáticas. O país foi classificado no nível 3 como colaborador do programa de produção do caça furtivo F-35 Lightning II.
A Turquia tem mantido forças em missões internacionais no âmbito das Nações Unidas e da OTAN desde 1950, incluindo missões de paz na Somália e na ex-Jugoslávia e no apoio às forças da coligação na Primeira Guerra do Golfo. A Turquia mantém 36 mil soldados no norte de Chipre, cuja presença é apoiada e aprovada pelo governo local, mas a República do Chipre e a comunidade internacional consideram uma força de ocupação ilegal, tendo a sua presença tem sido denunciada em vários Conselhos de Segurança das Nações Unidas.
A Turquia teve tropas no Afeganistão como parte da força de estabilização autorizada dos EUA e da ONU, comandada pela Força Internacional de Apoio à Segurança (FIAS) desde 2001. Em 2006, o parlamento turco enviou uma força de paz de navios-patrulha da Marinha e cerca de 700 tropas no terreno como parte da Força Interina das Nações Unidas no Líbano (FINUL), na sequência do conflito entre Israel e Líbano.
O Chefe do Estado-Maior Geral é nomeado pelo presidente e é responsável perante o primeiro-ministro. O Conselho de Ministros é responsável perante o Parlamento em questões relacionadas com a segurança nacional e a preparação adequada das forças armadas para defender o país.
No entanto, a autoridade para declarar a guerra, para enviar forças armadas turcas para outros países ou para permitir que forças armadas estrangeiras estacionem no território nacional é exclusiva do parlamento.

## Divisões administrativas
O território da Turquia está dividido em 81 províncias para fins administrativos. As províncias estão organizadas em sete regiões para efeitos estatísticos, não tendo estas quaisquer fins administrativos. Cada província está dividida em distritos, que totalizam 923 a nível nacional. A capital do país é Ancara.
As províncias geralmente possuem o mesmo nome das respetivas capitais, exceto as províncias de Hatay (capital: Antáquia), Cocaeli (capital: İzmit) e Sakarya (capital: Adapazarı). As províncias mais populosas são Istambul (13 milhões de habitantes), Ancara (5 milhões), Esmirna (4 milhões), Bursa (3 milhões) e Adana (2 milhões).
A maior cidade e capital pré-republicana é Istambul, que é o centro financeiro, económico e cultural do país. Estima-se que 75,5% da população da Turquia vive em centros urbanos. No total, 19 províncias têm população superior a um milhão de habitantes e 20 províncias têm população entre um milhão e 500 mil habitantes. Somente duas províncias são as que têm uma população inferior a 100 mil habitantes.

## Economia

Principais exportações da Turquia em 2019

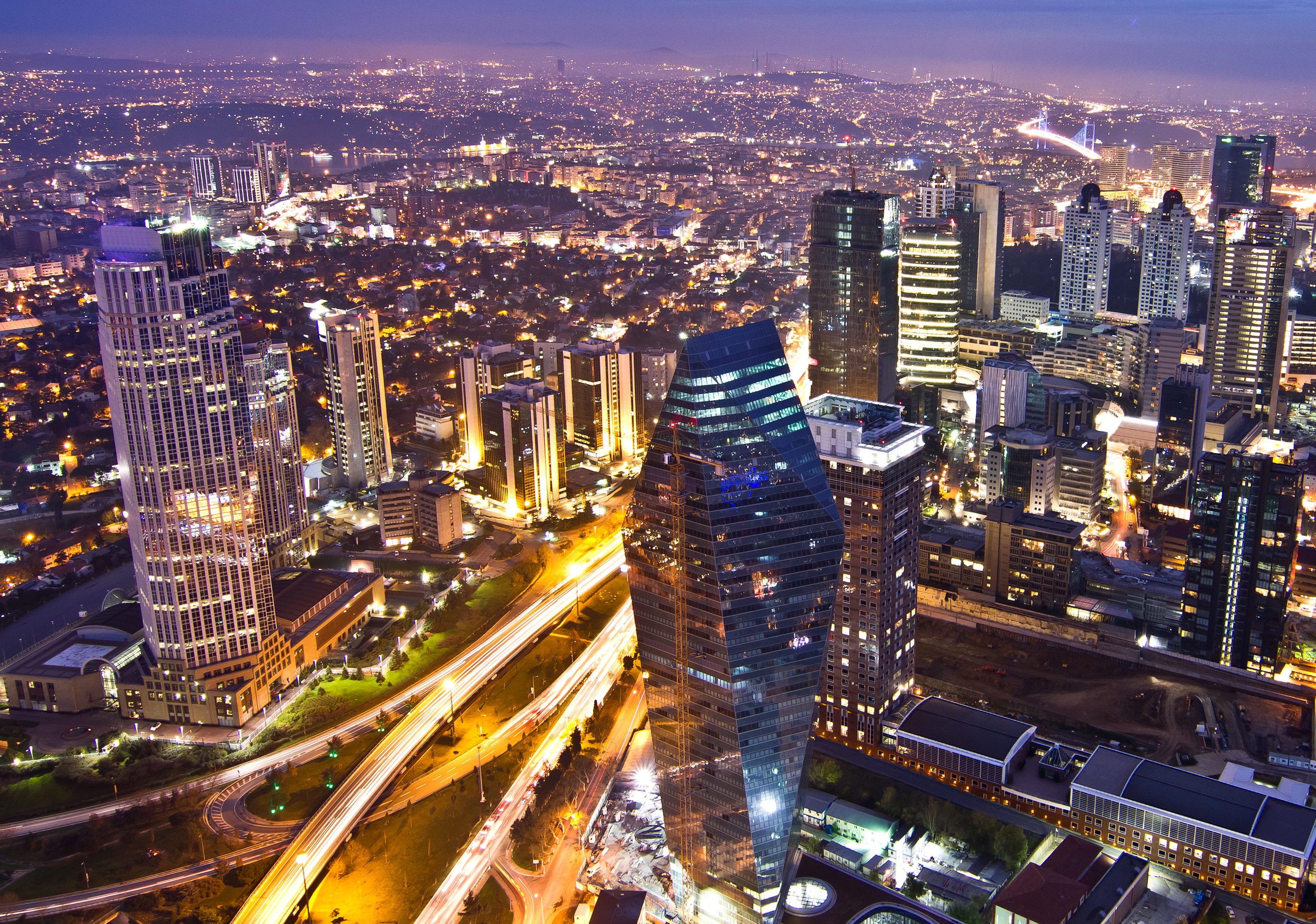
Levent, um dos centros financeiros de Istambul

A Turquia tem o 15.º maior PIB PPC (Paridade do Poder de Compra) do mundo e o 17.º o maior PIB nominal. O país é membro da Organização para a Cooperação e Desenvolvimento Económico (OCDE) e do G20. Durante as primeiras seis décadas da República, entre 1923 e 1983, na economia predominou uma abordagem quase-estatal, com planeamento governamental rigoroso, com limitações sobre a participação do setor privado, comércio externo, fluxo de moeda estrangeira e investimento direto estrangeiro. Em 1983, o primeiro-ministro Turgut Özal iniciou uma série de reformas destinadas a abrir a economia, substituindo o sistema estatista isolado por uma economia de mercado.
As reformas que promoveram o crescimento rápido, um processo que foi marcado por fortes recessões e crises financeiras em 1994, 1999 (após o terremoto daquele ano), e 2001. Entre 1981 e 2003 a média de crescimento anual do PIB foi de 4% por ano. A falta de reformas fiscais adicionais, combinada défices do setor público elevados e crescentes e a corrupção política generalizada resultaram em inflação alta, um setor bancário fraco e aumento da volatilidade macroeconómica.
Desde a crise económica de 2001 e das reformas iniciadas pelo ministro das finanças da época, Kemal Derviş, a inflação caiu para números de um dígito, a confiança dos investidores, os investimentos estrangeiros aumentaram e o desemprego caiu. O FMI previa uma taxa de inflação de 6% para a Turquia em 2008. A Turquia tem aberto os seus mercados através de reformas económicas, reduzindo o controle governamental sobre o comércio, os investimentos estrangeiros, promovendo a privatização de setores públicos e a liberalização de muitos setores. A participação privada e estrangeira continuou a ser tema muito debatido politicamente. A dívida pública em relação ao PIB, embora muito abaixo do seu nível durante a recessão de 2001, atingiu 46% em 2010.
A taxa de crescimento do PIB de 2002–2007 foi em média 7,4%, o que fez da Turquia uma das economias que mais cresceram no mundo durante esse período. No entanto, o crescimento do PIB desacelerou para 4,5% em 2008, e no início de 2009, a economia turca foi afetada pela crise financeira global, com o FMI aponta para uma recessão global de 5,1% para aquele ano, em comparação com a estimativa do governo turco de 3,6%.

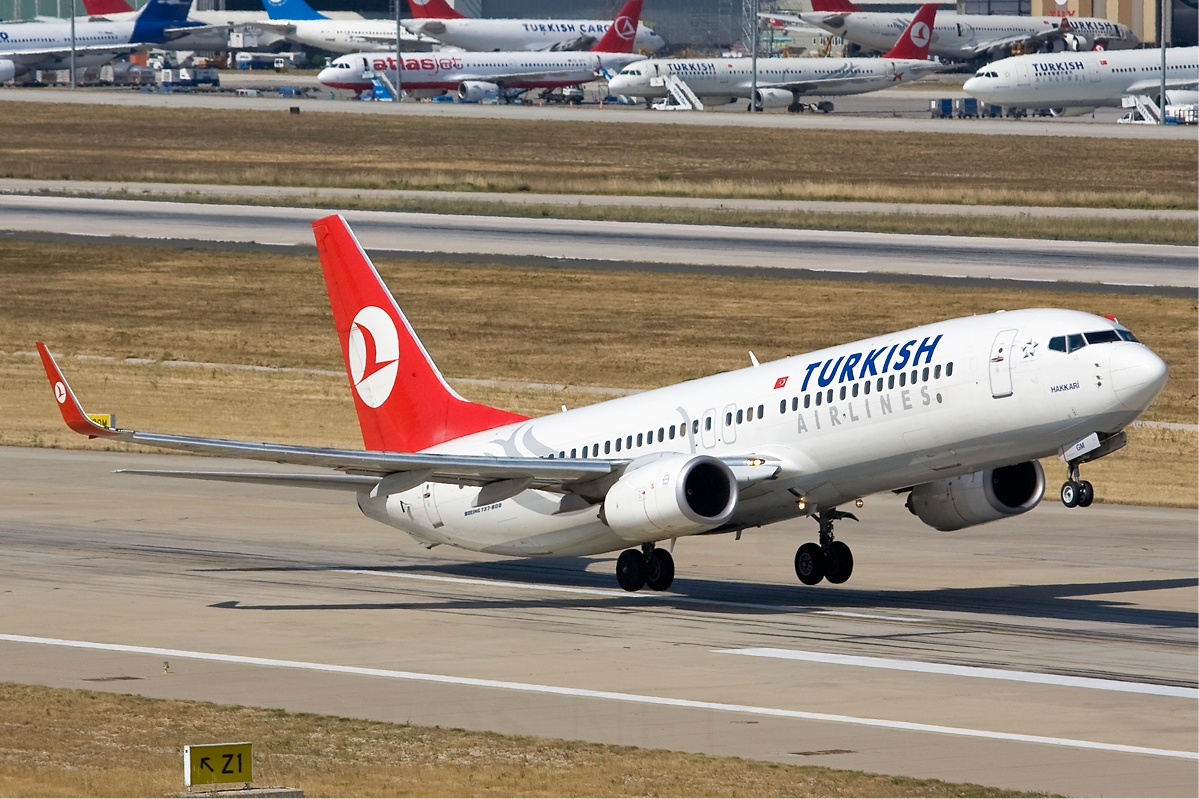
Uma das companhias aéreas que mais crescem no mundo, a Turkish Airlines foi considerada a Melhor Companhia Aérea da Europa pela Skytrax

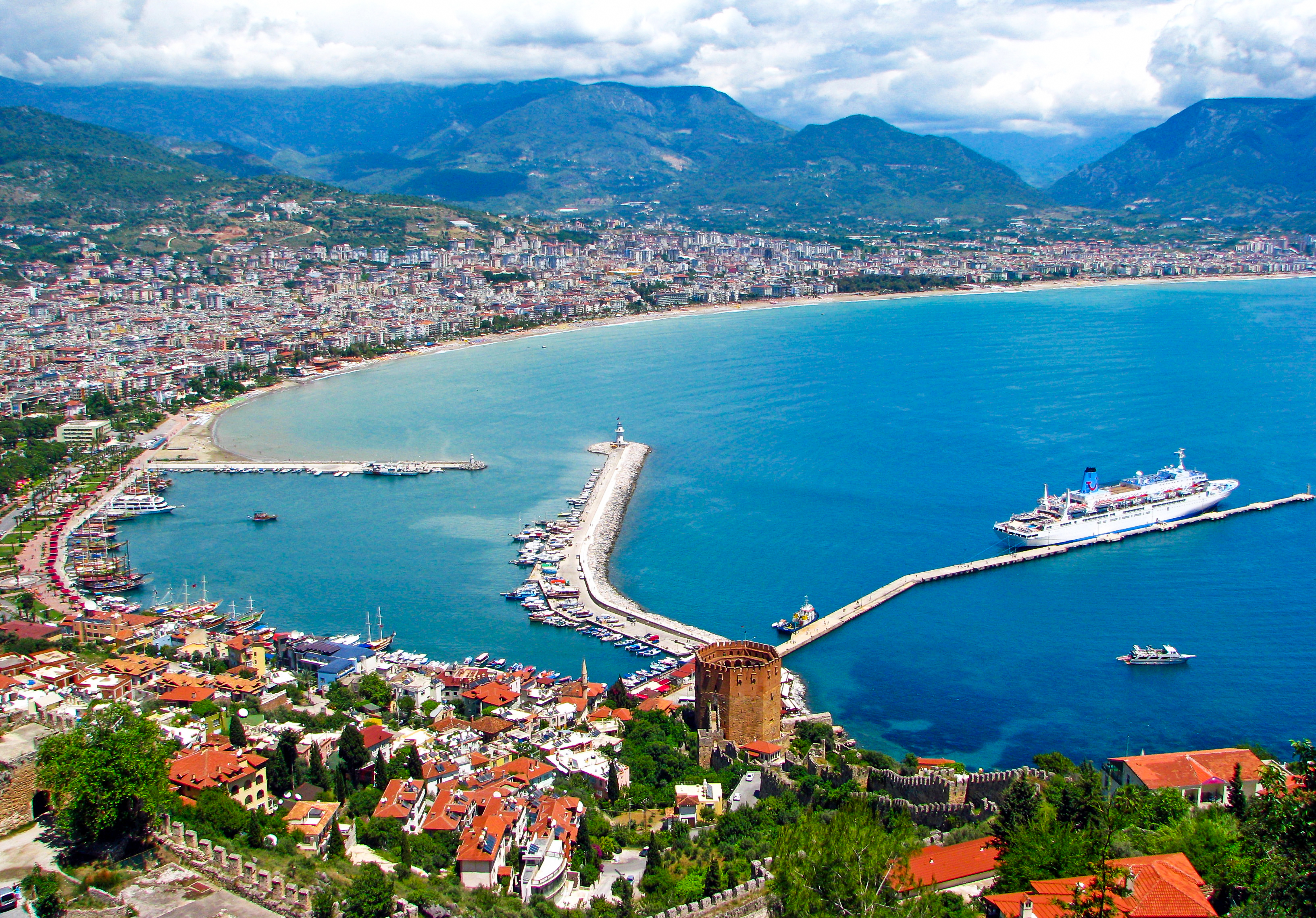
Vista do porto de Alânia, na Riviera Turca. Em 2011, o país foi o sétimo mais visitado do mundo, com 27 milhões de turistas.

A economia da Turquia é cada vez mais dependente da indústria nas grandes cidades, sobretudo concentrada nas províncias ocidentais do país, e menos da agricultura. No entanto, a agricultura ainda é um dos principais pilares da economia turca. Em 2007, o setor agrícola foi responsável por 27% do emprego e 9% do PIB, enquanto o setor industrial respondeu por 31% e o setor terciário representou 59%.
O setor do turismo tem experimentado um crescimento rápido nos últimos 20 anos, e constitui uma parte importante da economia. Em 2008 registaram-se 31 milhões de turistas estrangeiros, contribuíram com 22 mil milhões * US$ para as receitas da Turquia.
Outros setores-chave da economia turca são o bancário, da construção, de eletrodomésticos, eletrónica, têxteis, petroquímica, alimentação, mineração, siderurgia e indústria de máquinas e indústria automobilística. A Turquia tem uma vasta e crescente indústria automobilística, a qual produziu 1 147 110 veículos em 2008, o que coloca o país como 6.º maior produtor da Europa (atrás do Reino Unido e acima de Itália) e o 15.º do mundo. A Turquia também é uma das principais nações da construção naval. Em 2007, o país ocupou a quarta posição no mundo (atrás da China, Coreia do Sul e Japão) em termos do número de navios encomendados, e em 4.º (atrás da Itália, EUA e Canadá) em termos do número de mega-iates.
A Turquia beneficiou da união aduaneira com a União Europeia, assinada em 1995, para aumentar a sua produção industrial destinada à exportação e o investimento estrangeiro no país. O país usufrui ainda de um acordo de comércio livre com a União Europeia que dá aos produtos turcos acesso livre a todo o mercado da UE. Em 2007 as exportações tinham atingido 115 000 milhões US$, tendo como principais destinos a Alemanha (11%), Reino Unido (8%), Itália (7%), França (6%), Espanha (4%), e EUA (4%). No total, as exportações para a UE representaram nesse ano 57% do total. As importações totalizaram 162 mil milhões * US$ em 2007, o que ameaçava o equilíbrio da balança comercial. Os principais parceiros de importação foram a Rússia (14%), Alemanha (10%), China (8%), Itália (6%), EUA (5%), França (5%), Irão (4%) e Reino Unido (3%). As importações da UE representaram 40% do total e as da Ásia 27%. Em 2008, as exportações turcas ascenderam a 142 mil milhões * e as importações a 205 mil milhões * US$.
Depois de anos de baixos níveis de investimento estrangeiro direto (IED), o país conseguiu atrair 22 mil milhões * US$ em IED em 2007 e esperava-se que atraísse um número maior nos anos seguintes. Uma série de grandes privatizações, a estabilidade promovida pelo início das negociações de adesão da Turquia à UE, o crescimento forte e estável, e as mudanças estruturais no sistema bancário, comércio retalhista e telecomunicações têm contribuído para o aumento do investimento estrangeiro.

## Infraestruturas

### Educação, ciência e tecnologia

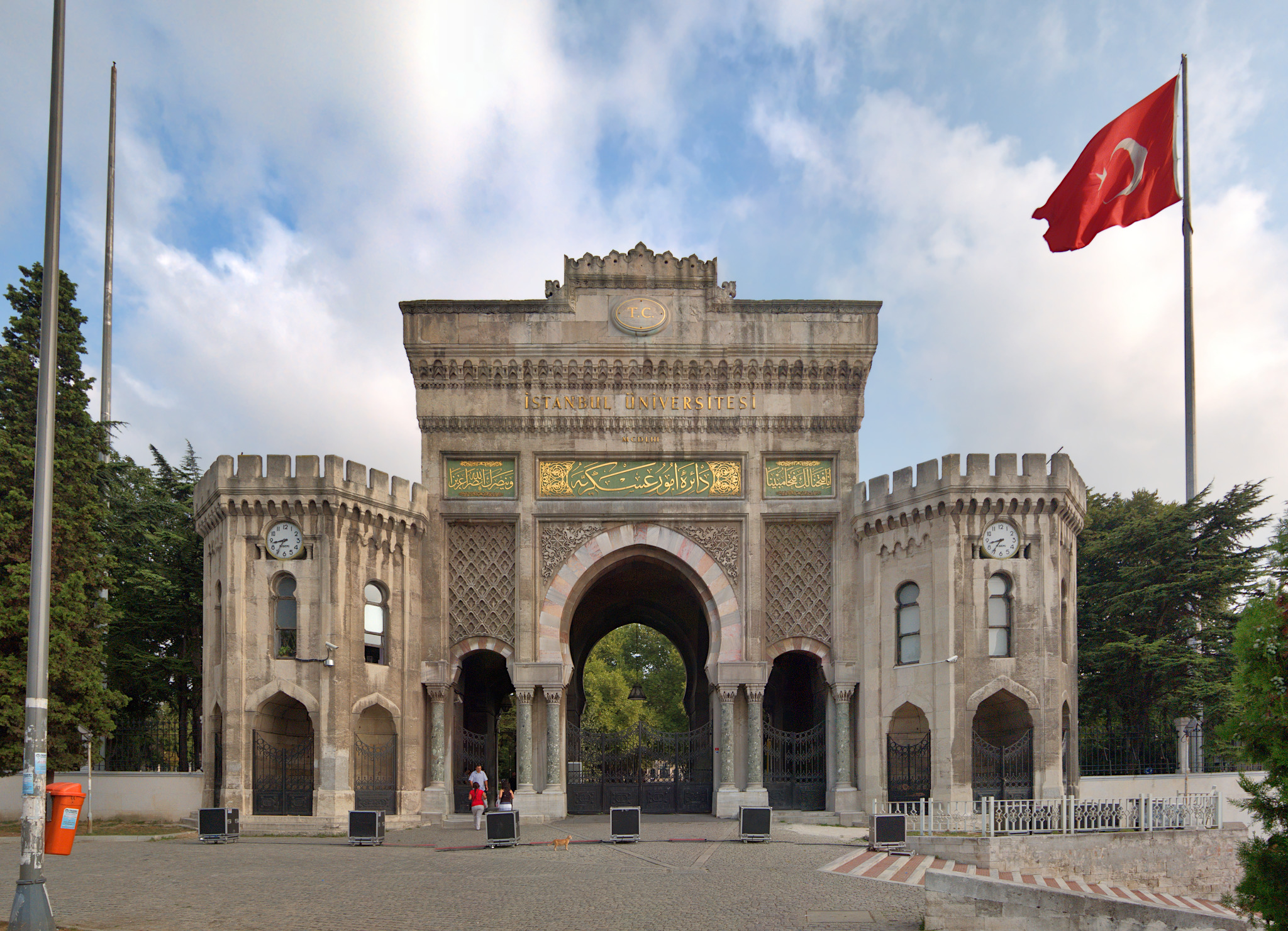
Portão principal do campus mais antigo da Universidade de Istambul

O sistema educativo da Turquia foi implementado de acordo com as reformas de Atatürk, ocorridas após da Guerra de Independência. É um sistema supervisionado pelo Estado, projetado para formar mão de obra capacitada para o desenvolvimento socioeconómico do país.
Em 2009, o orçamento do ministério da educação foi de 27 883,7 milhões de liras turcas (cerca de 19 000 milhões US$), a que se somaram 8 772,7 milhões de liras para o ensino superior (cerca de 5 500 mihões US$). A percentagem do orçamento de estado com educação foi 14%, correspondente a 3,3% do PIB; em 1997 as mesmas percentagens foram de, respetivamente, 11,2% e 2,4%.
A taxa de alfabetização em 2006 era de 88,1% e em 1998 o número médio de anos de escolarização completados era 5,97. No ano letivo de 2008/2009 as percentagens de jovens que frequentavam o nível de ensino correspondente à sua faixa etária eram as seguintes: 96,5% (ensino básico), 58,5% (ensino secundário) e 27,7% (ensino superior); considerando as faixas etárias subjacentes, esses números subiam para, respetivamente, 103,8%, 76,6% e 44,3%.
O ensino básico é obrigatório a partir dos sete anos e tem a duração de oito anos. O ensino secundário tem a duração de três anos e os cursos superiores duram dois ou quatro anos (mais um ou dois para mestrados) e requerem um exame de admissão. Só o ensino superior não é gratuito, variando o pagamento anual entre US$ 100 e 350. No início da década de 2000, só um terço dos candidatos às universidades públicas obtinha colocação.

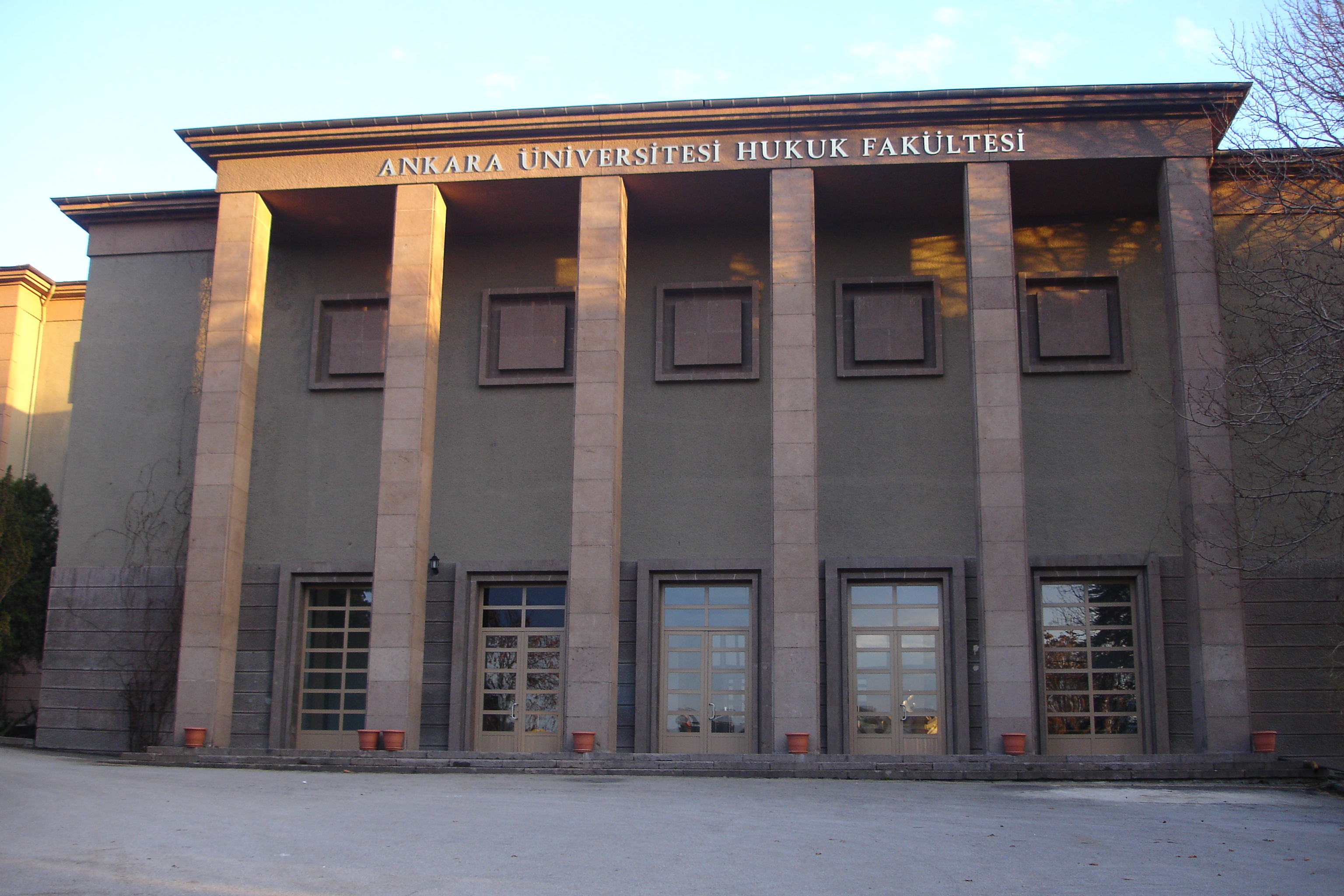
Universidade de Ancara

A ciência e tecnologia na Turquia têm uma longa tradição que remonta ao período do Império Otomano e que foi muito impulsionada pelo fundador da república, Atatürk. No entanto, os gastos com investigação e desenvolvimento (I&D) da Turquia (0,5% do PIB em 1996) são bastante inferiores à média dos países da OCDE (2,3% do PIB), uma característica comum à generalidade dos países cuja atividade industrial é baseada em baixa tecnologia e num grande número de pequenas e médias empresas (PME's).

### Saúde
Até ao início do século XXI, a assistência médica na Turquia baseava-se num sistema estatal centralizado administrado pelo Ministério da Saúde. Em 2003, o governo introduziu um vasto programa de reformas destinado a aumentar a proporção de serviços de saúde privados e governamentais, além de disponibilizar assistência médica a uma parte maior da população. Segundo o Instituto de Estatística da Turquia, em 2012 foram gastos em saúde 76,3 mil milhões * de liras turcas, dos quais 79,6% foram cobertos pela segurança social estatal e 15,4% foram pagos diretamente pelos pacientes. Em 2015, existiam 30 449 instituições médicas na Turquia e 2,66 camas de hospital por mil habitantes. Em 2015, a esperança de vida era de 72,6 anos para os homens e 78,9 para as mulheres, com uma média de 75,8 anos.

### Transportes

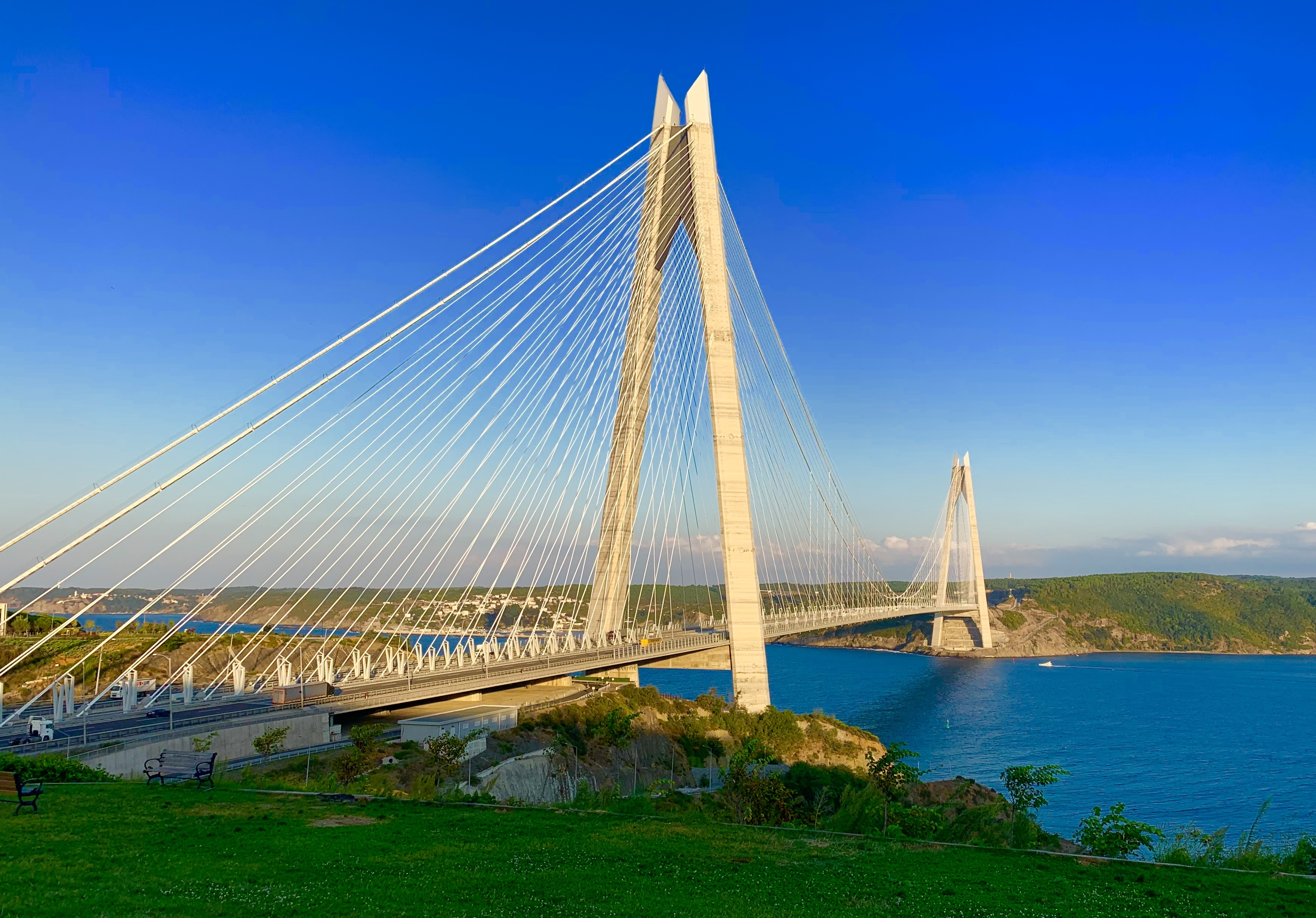
Ponte Yavuz Sultan Selim, em Istambul

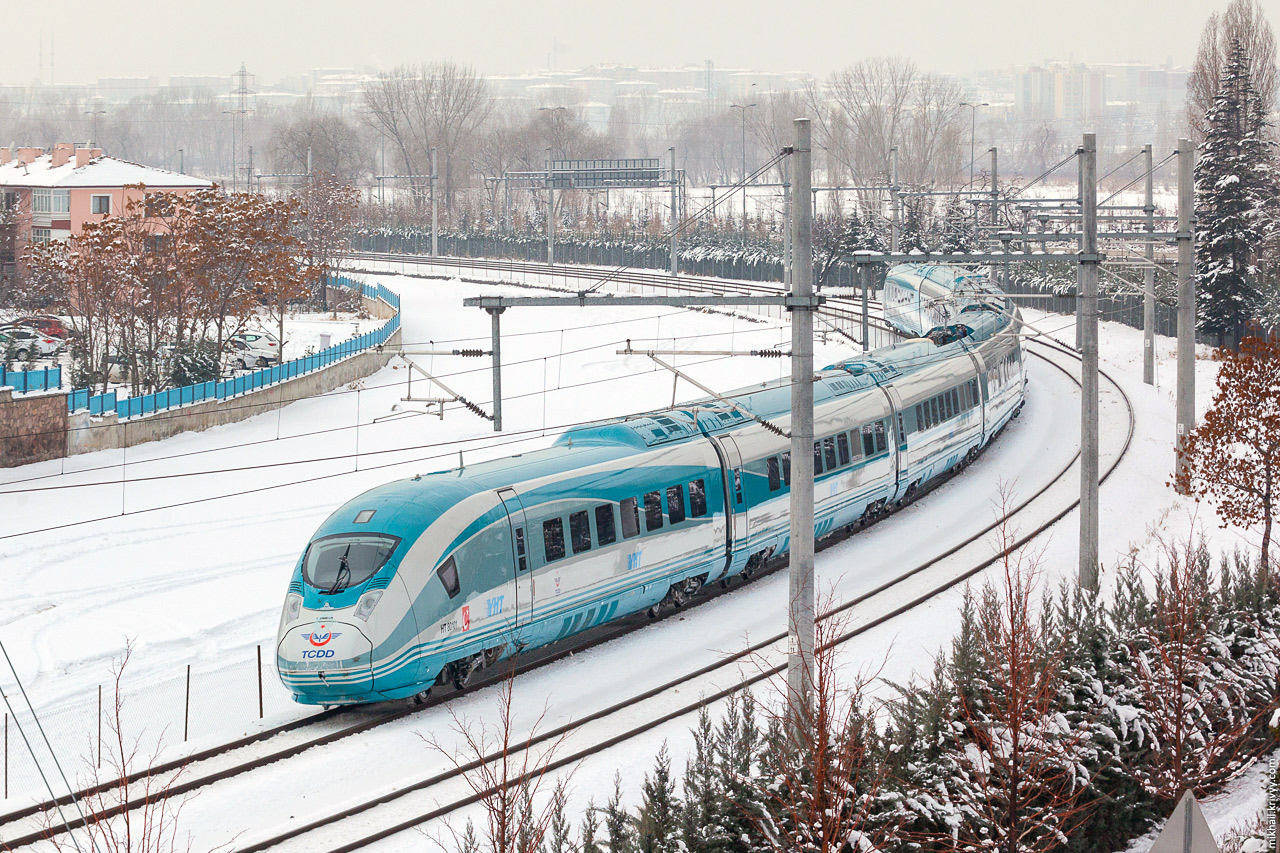
Comboio de alta velocidade TCDD HT65000 das Ferrovias Estatais Turcas

Na Turquia, 95% do tráfego de passageiros e 93% do tráfego doméstico de carga é feito por estrada. Em 2008 a rede rodoviária turca contava com 181 870 km de estradas asfaltadas e 2 010 km de autoestradas. Em 2010 estavam registados na Turquia 15 095 603 de veículos automóveis, cerca de metade deles ligeiros de passageiros.
A rede ferroviária turca é administrada pela empresa estatal Caminhos de Ferro da República da Turquia (Türkiye Cumhuriyeti Devlet Demiryolları, TCDD). Em 2008 a TCCD administrava 10 991 de linhas férreas e empregava 24 774 funcionários. À exceção de Antália, a generalidade das maiores cidades são servidas por ferrovia, mas há extensas partes do território turco onde isso não acontece, nomeadamente nas costas mediterrânica e do Mar Negro, em muitas das regiões orientais.
Em 2010 existiam 99 aeroportos na Turquia, 16 deles com pistas com comprimento superior a 3 047 m e cinco com um movimento anual de passageiros superior a cinco milhões. No mesmo ano operavam na Turquia 15 companhias aéreas de passageiros e 3 de carga.
A Turquia conta com pelo menos 13 portos marítimos importantes nos quatro mares que banham o país (Mediterrâneo, Egeu, de Mármara e Mar Negro). Em 2010 estavam registados 645 navios mercantes na Turquia.
As maiores cidades turcas têm sistemas de transportes públicos, na generalidade de boa qualidade, baseados sobretudo em autocarros, táxis e dolmuş. As cidades de Ancara, Istambul, Esmirna, Bursa e Adana têm metropolitano, em alguns casos subterrâneos e de superfície ou "veículo leve sobre trilhos" noutros casos.

### Comunicações

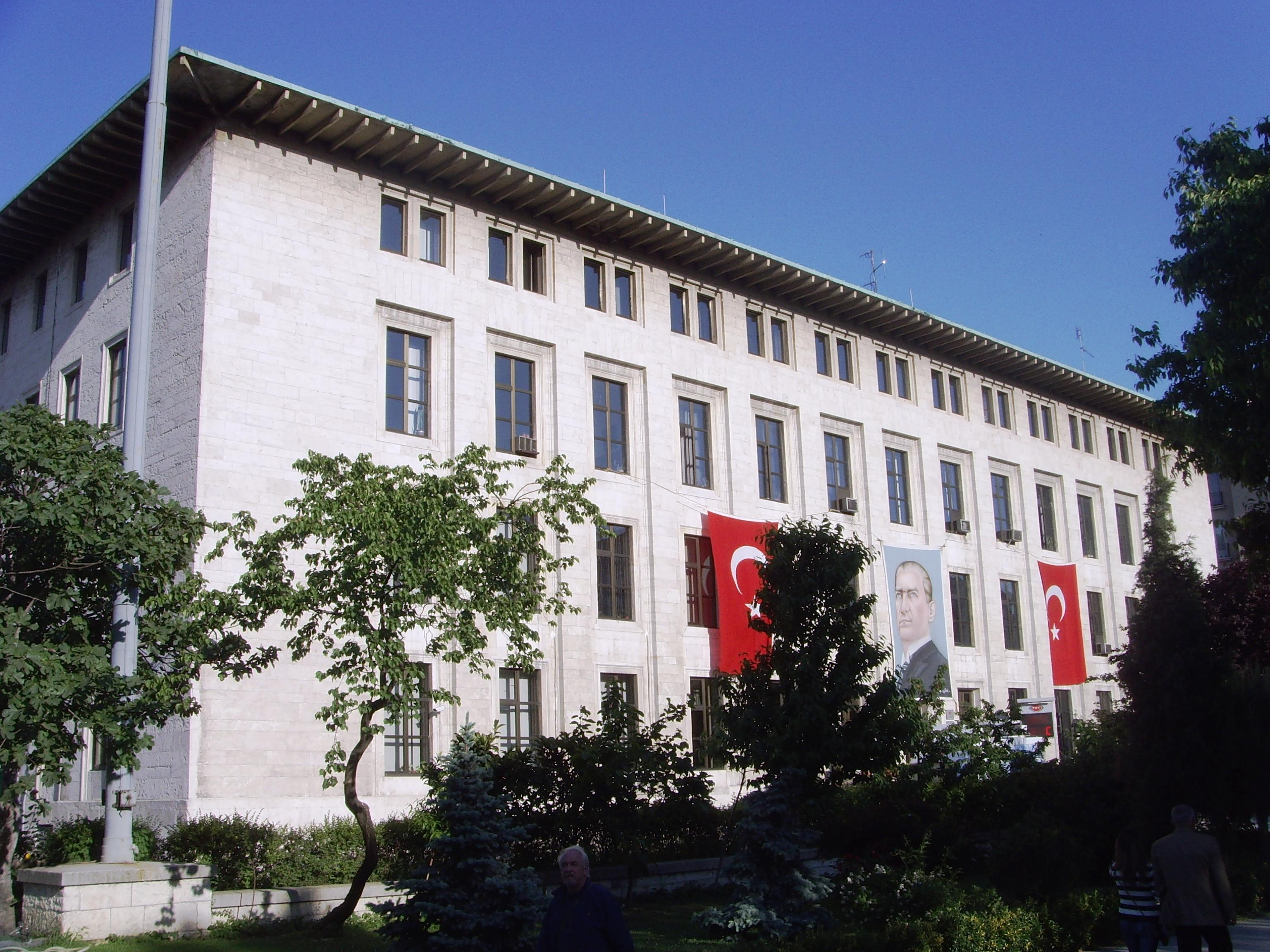
Sede da İstanbul Radyoevi (Rádio Istambul), uma das divisões da Türkiye Radyo Televizyon Kurumu (TRT, Rádio e Televisão da Turquia)

A Turquia tem uma grande variedade de meios de comunicação social, alguns em línguas estrangeiras, os quais têm muita influência sobre a opinião pública. Há uma grande variedade de pontos de vista, apesar do controlo estatal e do facto da maior parte dos média estarem na posse de grandes grupos económicos serem fatores adversos a essa situação. As empresas estrangeiras podem ser acionistas de empresas de comunicação social turca, mas as suas participações não podem ultrapassar 25% do capital. As mídias são fortemente controlados pelo governo através do Conselho de Radiodifusão Nacional, um organismo nomeado pelo parlamento, desencorajando o debate de assunto controversos. Em 2008 a compra do KanalTurk, uma estação de televisão nacional fortemente antigoverno, foi comprada por um empresário próximo do primeiro-ministro Erdoğan, provocando uma mudança significativa do panorama televisivo da Turquia a favor do governo.
Em 2005 existiam na Turquia 37,8 milhões de aparelhos de televisão, um pouco mais do que um por cada dois habitantes. A maior estação de televisão é a Rádio e Televisão da Turquia (Türkiye Radyo Televizyon Kurumu, TRT), estatal, que tem no ar sete canais de televisão (cinco nacionais e dois internacionais) e seis canais de rádio. Além das emissões em turco, que naturalmente são a esmagadora maioria, a TRT tem programas em árabe, bósnio, circassiano, curdo e zazaki. Além dos canais públicos, em 2005 existiam 14 estações de televisão privadas e 33 estações de rádio privadas com cobertura, senão nacional, pelo menos muito vasta. As televisões privadas surgiram na Turquia em 1993 e incluem a Star TV, o Kanal D, a Show TV e a NTV. Entre as maiores estações de rádio privadas encontram-se a Capital Radio e a Show Radio. Em 2009 existiam cerca de 300 estações de televisão e mais de mil estações de rádio regionais e locais privadas.

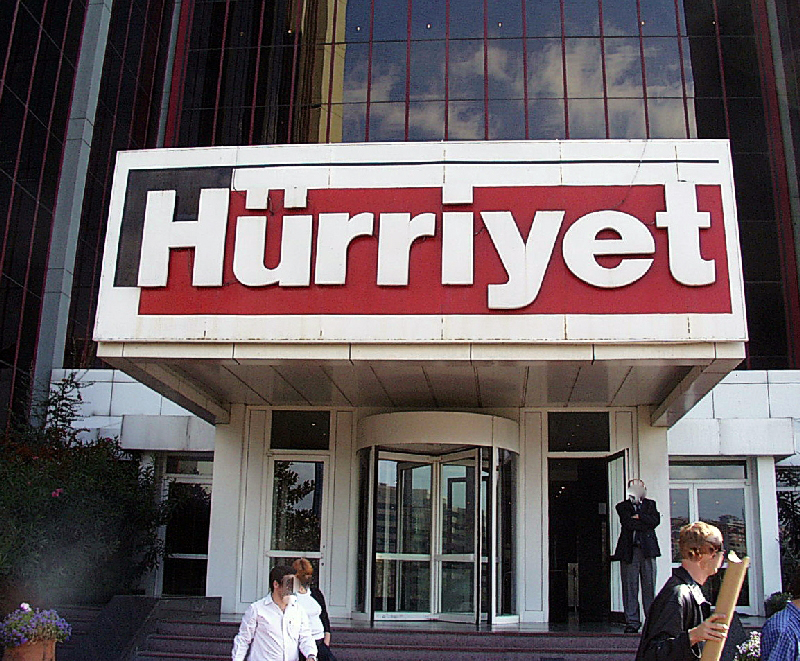
Sede do jornal Hürriyet em Istambul

Os jornais mais populares em 2008 eram então o Hürriyet, Milliyet, Posta, Sabah, Yeni Asır e Zaman. Os jornais de maior circulação entre 28 de fevereiro de 2011 e 6 de março de 2011 foram o Zaman e o Posta, com vendas médias diárias de, respetivamente, 826 000 e 485 024 exemplares. No mesmo período, a média diária de jornais de circulação nacional vendidos foi de cerca de 4,7 milhões de exemplares. O Milliyet e o Cumhuriyet encontram-se entre os jornais mais respeitados e com melhor reputação de seriedade. Entre os jornais em língua inglesa com circulação nacional encontram-se o Today's Zaman e o Hürriyet Daily News. A maior parte dos jornais está sediada em Istambul, embora tenham edições simultâneas em Ancara e Esmirna. As rádios e televisões têm uma cobertura muito vasta devido aos serviços de cabo e de satélite estarem amplamente difundidos e disponíveis.
O maior grupo de média é o Grupo Doğan (Doğan Holding), o quinto maior grupo económico turco, o qual detém três estações de televisão com cobertura nacional e dois jornais de grande circulação que em 2008 se estimava que constituíssem cerca de 50% do mercado.

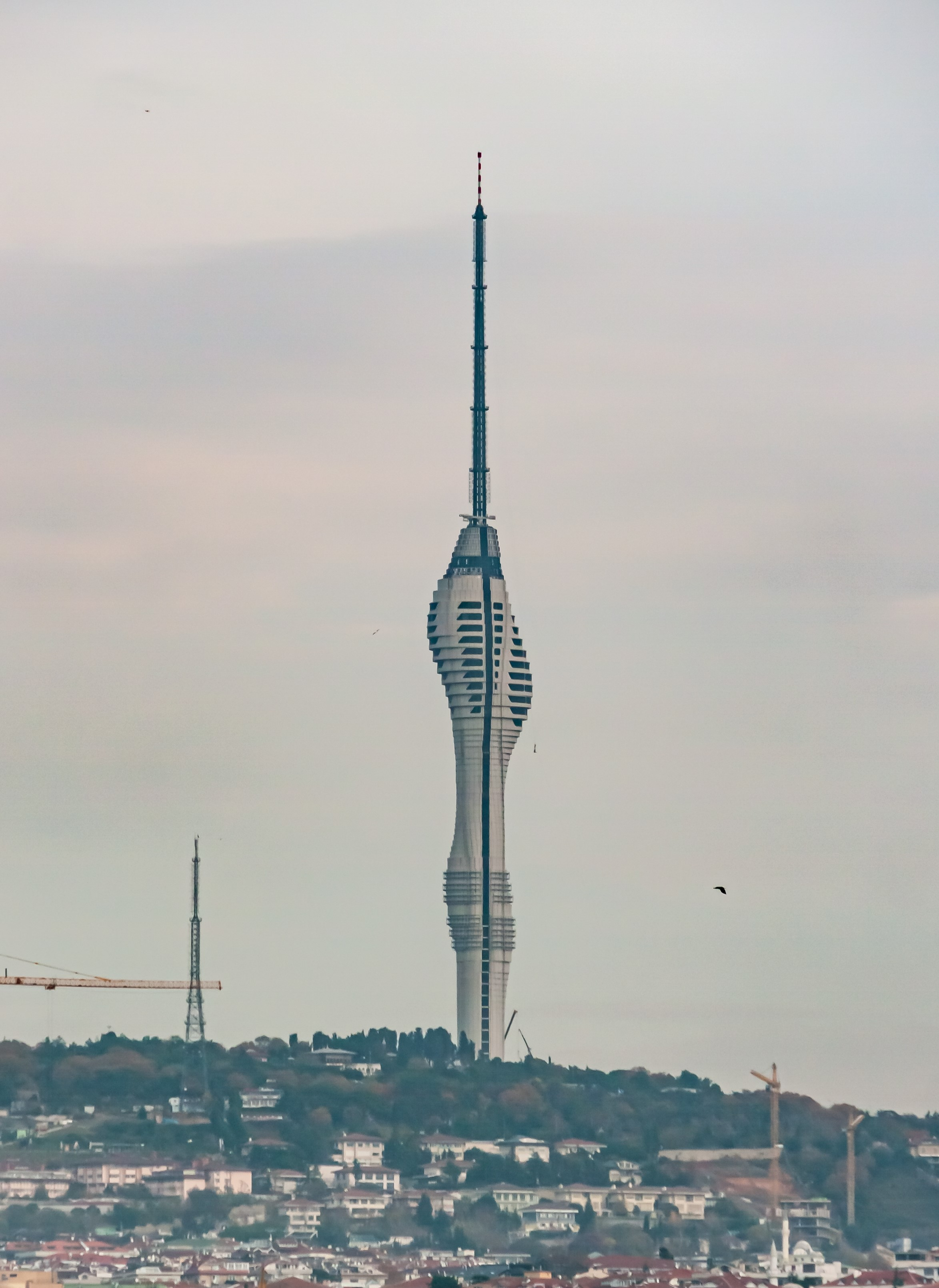
Torre Küçük Çamlıca, em Istambul

A liberalização das telecomunicações na Turquia foi iniciada em 2004, quando foi criada a autoridade reguladora do setor, atualmente chamada Bilgi İletişim ve Teknolojileri Kurumu (BTK, em inglês: Information and Communication Technologies Authority; Agência para as Tecnologias de Informação e Comunicações). Até então o setor era monopólio da empresa estatal Türk Telekom, fundada em 1995, aquando da desafetação dos serviços de telecomunicações da PTT (Posta ve Telgraf Teşkilatı Genel Müdürlüğü, Direção-Geral dos Correios e Telégrafos). Além da Türk Telekom, na qual o estado só detém 30% atualmente, existem outras empresas privadas que operam nas comunicações móveis, fixas e no acesso de internet. Embora cerca de 90% do mercado ainda fosse da Türk Telekom em 2009, as restantes empresas estavam em crescimento.
Em 2009 estavam instaladas cerca de 16,5 milhões de linhas telefónicas fixas (pouco mais do que um por cada cinco habitantes), o número de telemóveis aproximava-se dos 63 milhões (quase um por cada habitante) e o número de linhas de acesso à internet em banda larga era de cerca de 6,8 milhões (pouco menos de um por cada dez habitantes). Mais de 91% das linhas de banda larga eram ADSL; os assinantes de 3G era de cerca de 400 000, representando pouco menos de 6% do mercado de acessos à internet. Ainda em 2005, estavam registados 365 operadores de telecomunicações, entre os quais 45 de infraestruturas, 103 fornecedores de acessos Internet (ISP's), 69 operadores de telefonia fixa, 3 operadores de telefonia móvel e 10 operadores de televisão por cabo.
Apesar das disposições legais, a liberdade de imprensa na Turquia têm vindo a deteriorar-se desde 2010, com um declínio abrupto na sequência da tentativa de golpe de Estado em julho de 2016. No início de 2017, estavam presos pelo menos 81 jornalistas, todos eles enfrentando acusações de serem antigoverno, após uma repressão sem precedentes que incluiu o encerramento de mais de 100 veículos de imprensa. A Freedom House classifica os meios de comunicação social da Turquia como "não livres". As repressões aos meios de comunicação também se estendem à censura na Internet, como quando a Wikipédia foi bloqueada, em abril de 2017.

### Energia
Em 2021, a Turquia tinha, em energia elétrica renovável instalada, 31 493 MW em energia hidroelétrica (9.º maior do mundo), 10 607 MW em energia eólica (12.º maior do mundo), 7 817 MW em energia solar (16.º maior do mundo), e 622 MW em biomassa, além de 1 676 MW em energia geotérmica (4° maior do mundo).

## Cultura

Treinador de tartarugas, de Osman Hamdi Bey

A diversidade da cultura turca reflete a mistura de vários elementos das culturas e tradições dos povos turcos, especialmente de raiz oguz, que ocuparam o território que constitui atualmente o país desde o século XI, da cultura otomana (que por sua vez é uma continuação da cultura greco-romana e da cultura islâmica) e da cultura ocidental moderna.
A influência ocidental começou a ser mais notória a partir do Tanzimat, o período de reformas de modernização levadas a cabo entre 1839 e 1876, teve um grande impulso com as reformas de Atatürk no início do século XX e continua ainda hoje. Esta mistura de culturas começou em resultado do encontro dos turcos ancestrais com os povos que encontraram na sua rota de migração desde a Ásia Central até ao Ocidente.
À medida que a Turquia evoluiu do Império Otomano, muito baseado na religião (não só muçulmana, já que as restantes igrejas, com destaque para a ortodoxa grega tinham um papel importante no império), para um estado-nação moderno com uma forte separação entre o estado e a religião, assistiu-se a um aumento nas formas de expressão artística.
Durante os primeiros anos da república, o governo investiu muitos recursos nas Belas-artes, criando e ampliando museus, teatros, salas de ópera e investindo em obras arquitetónicas. Vários fatores históricos têm papéis importantes na definição da identidade turca contemporânea. A cultura turca é um produto dos esforços no sentido de tornar o país um "estado ocidental moderno" ao mesmo tempo que se mantêm muitos dos valores tradicionais religiosos e históricos.

### Arquitetura, música e literatura
Os elementos arquitetónicos encontrados na Turquia também atestam a fusão única de tradições que influenciaram a região ao longo da História. Aos elementos de tradição bizantina presentes em numerosas partes do país, somam-se muitos artefactos da arquitetura otomana posterior, com a sua requintada combinação de tradições locais e islâmicas. As obras da arquitetura otomana estão presentes não só em toda a Turquia, mas também em muitos dos territórios que integraram o império. Mimar Sinan (1490–1588) é considerado quase unanimemente o mais genial arquiteto do período clássico otomano. A partir do século XVIII, a arquitetura turca começa a ser cada vez mais influenciada por estilos ocidentais, o que pode ser observado principalmente em Istambul, onde edifícios como os palácios imperiais de Dolmabahçe e de Çırağan se encontram ao lado de numerosos arranha-céus modernos, todos eles representando diferentes tradições.
A música e literatura turca são bons exemplos dessa mistura de influências culturais, que resultam da interação entre o Império Otomano, o mundo islâmico e a Europa, contribuindo para uma combinação de tradições turcomanas, islâmicas e europeias presente na produção musical e literária contemporânea da Turquia.
A literatura turca foi fortemente influenciada pelas literaturas persa e árabe durante a maior parte da era otomana, embora no final, particularmente após o Tanzimat, começasse a ser cada vez mais notória a influência tanto do folclore turco como das tradições literárias europeias. A mistura de influências culturais está patente, por exemplo, na forma de «novos símbolos do choque e entrelaçamento de culturas» presentes nas obras de Orhan Pamuk, o vencedor do Prémio Nobel de Literatura de 2006.

### Desporto

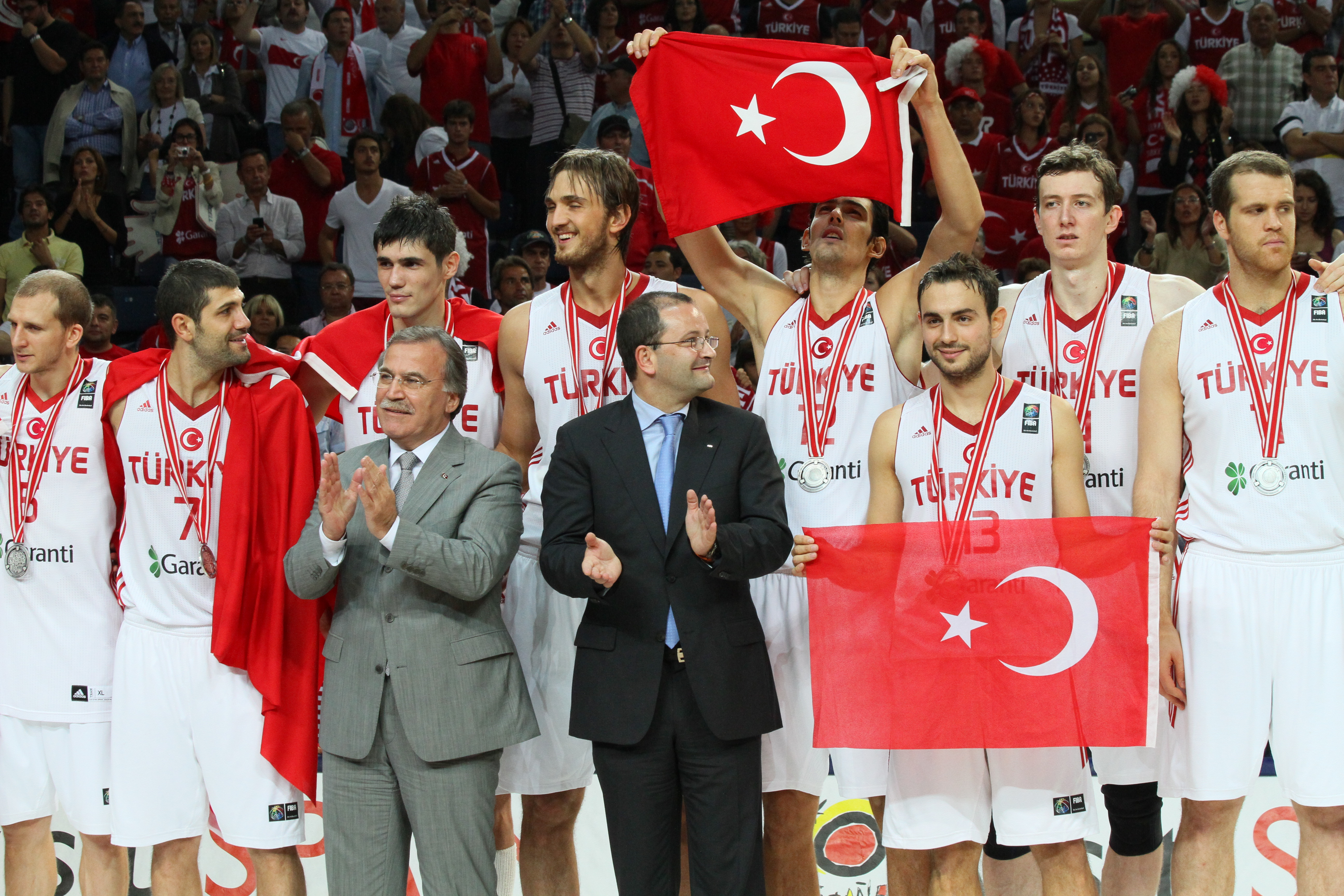
A Seleção Turca de Basquetebol ganhou a medalha de prata no Campeonato Mundial de Basquetebol Masculino de 2010

O futebol é o desporto mais popular na Turquia e é praticado em todo o país. Entre os clubes com maior sucesso e mais famosos internacionalmente podem enumerar-se os Beşiktaş, fundado em 1902, o Galatasaray, fundado em 1905, e o Fenerbahçe, fundado oficialmente em 1908, todos de Istambul. Entre os feitos mais relevantes do futebol turco nos últimos anos estão a conquista da Taça UEFA e da Supertaça Europeia pelo Galatasaray em 2000; a seleção turca alcançou o terceiro lugar no Campeonato do Mundo de 2002 e o terceiro lugar no Euro 2008. A final da Liga dos Campeões da UEFA de 2005 decorreu no Estádio Olímpico Atatürk, em Istambul, o maior da Turquia, e o final da Taça UEFA de 2009 realizou-se no Estádio Şükrü Saraçoğlu da mesma cidade.
Além do futebol, o basquetebol e o voleibol são também populares no país. O EuroBasket de 2001 decorreu nas cidades turcas de Ancara, Antália e Istambul, tendo a Turquia ficado em segundo lugar. O Campeonato Mundial de Basquetebol Masculino de 2010 decorreu nas cidades de Caiseri, Esmirna, Ancara e Istambul, tendo a Turquia ficado em segundo lugar. No Campeonato Mundial de 2006 a seleção turca de basquetebol masculino tinha alcançado os quartos de final. A nível de clubes, a equipa de basquetebol Efes Pilsen, de Istambul, conquistou a Taça Korac em 1996, o segundo lugar na Taça Saporta em 1993 e ficou entre os quatro primeiros da Euroliga e da Suproliga em 2000 e 2001. Alguns jogadores, como Mehmet Okur e Hidayet Türkoğlu têm tido sucesso na NBA nos últimos anos.
Diversos tipos de luta são também desportos populares, principalmente aquele que se pode considerar o desporto nacional, o yağlı güreş (ou luta turca). O yağlı güreş, que literalmente significa "luta oleada", é um desporto marcial praticado há mais de sete séculos — o torneio de Kırkpınar, o principal da modalidade, realiza-se perto de Edirne desde pelo menos 1361. Em julho de 2011 terá lugar a 650ª edição desse torneio. Os lutadores de yağlı güreş, chamados pehlivan em turco (do persa پهلوان, pehlevān [herói ou campeão]), lutam com o corpo coberto de azeite, envergando apenas uma espécie de calções compridos chamados kisbet ou kispet, tradicionalmente feitos de pele de búfalo ou novilho cosida à mão.

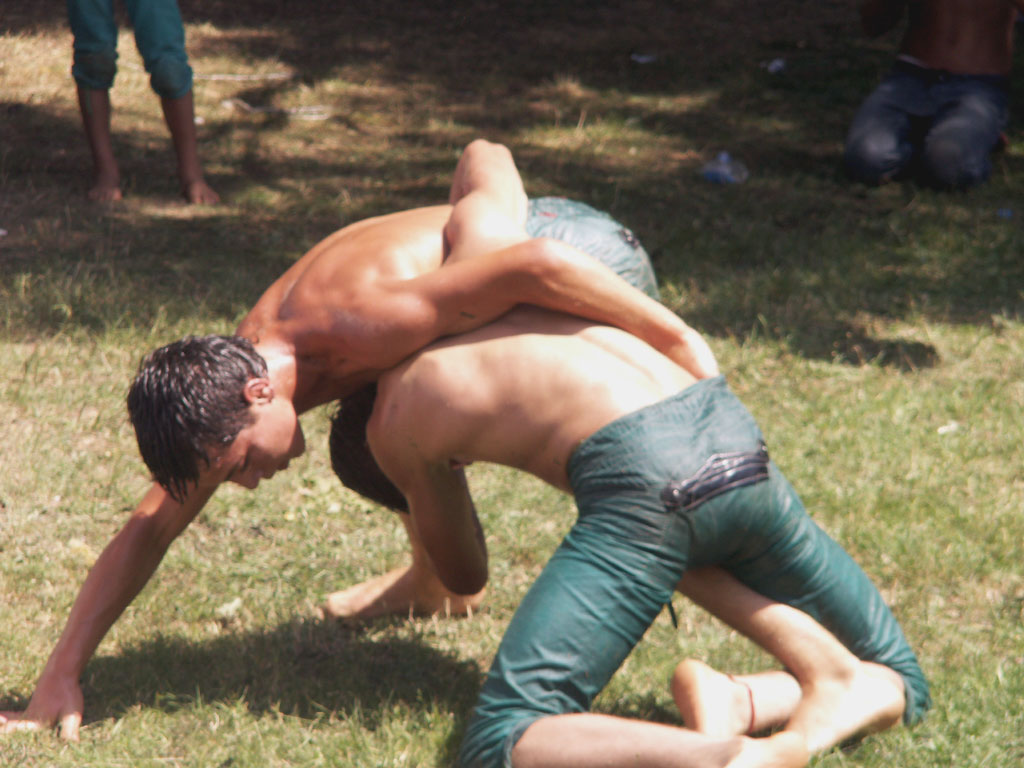
Lutadores de yağlı güreş, a luta tradicional turca

Além do yağlı güreş, há diversos tipos de luta regulamentados pela Federação Internacional de Lutas Associadas (FILA) que são muito praticados na Turquia, como por exemplo a luta livre e a luta greco-romana, modalidades em que a Turquia conta com diversas medalhas em campeonatos europeus, mundiais e olímpicos.
Os atletas turcos têm tido muito sucesso internacional no halterofilismo. Os halterofilistas turcos, tanto masculinos como femininos, detêm várias medalhas e recordes europeus, mundiais e olímpicos. Naim Süleymanoğlu e Halil Mutlu, dois atletas de nacionalidade e etnia turca nascidos na Bulgária, são dos poucos halterofilistas do mundo que ganharam três medalhas olímpicas em jogos diferentes. Süleymanoğlu foi o primeiro homem a conseguir levantar duas vezes e meia o equivalente a sua própria massa corporal no arranque e o segundo a levantar três vezes sua própria massa corporal no arremesso.
Os desportos motorizados têm ganho popularidade nos últimos anos, principalmente após a inclusão do Rali da Turquia no Campeonato Mundial de Ralis da FIA entre 2003 e 2006 e da realização do Grande Prémio de Fórmula 1 da Turquia no Istanbul Park. Outras provas importantes realizadas nesse circuito foram ou são o Grande Prémio da Turquia de MotoGP em 2005, 2006 e 2007, o Campeonato Mundial de Carros de Turismo e as GP2 Series, entre outras. Em 2005 e 2006 uma das provas do Red Bull Air Race World Series decorreu no Corno de Ouro, em Istambul.

### Feriados
| Data                               | Nome em português                                       | Nome local                                              | Observações |
| ---------------------------------- | ------------------------------------------------------- | ------------------------------------------------------- | --- |
| 1 de janeiro                       | Ano Novo                                                | Yılbaşı                                                 | |
| 23 de abril                        | Dia da Soberania Nacional e das Crianças                | Ulusal Egemenlik ve Çocuk Bayramı                       | Comemora a data da primeira reunião da Grande Assembleia Nacional, em 1920. O dia é assinalado com grandes festivais por todo o país com as crianças mascaradas, principalmente com trajes militares.   |
| 1 de maio                          | Dia do Trabalho e da Solidariedade                      | Emek ve Dayanışma Günü                                  | |
| 19 de maio                         | Dia da Juventude de Atatürk e do Desporto               | Atatürk'ü Anma, Gençlik ve Spor Bayramı                 | Comemora o início do movimento de libertação iniciado com a chegada de Atatürk a Samsun em 1919, que marca também o início da Guerra da Independência. É também o aniversário do nascimento de Atatürk. |
| 29 de maio                         | Tomada de Constantinopla                                |                                                         | Só celebrado em Istambul; comemora a tomada de Constantinopla por Maomé II, o Conquistador em 1453. |
| 1 de julho                         | Dia da Marinha                                          | Denizcilik Günü                                         | Há muitos serviços que não encerram durante este dia |
| 26 de agosto                       | Dia das Forças Armadas                                  | Silahlı Kuvvetler Günü                                  | Há muitos serviços que não encerram durante este dia |
| 30 de agosto                       | Dia da Vitória                                          | Zafer Bayramı                                           | Comemora a vitória na batalha de Dumlupınar, a última da Guerra da Independência, em 1922. |
| 9 de setembro                      | Dia da Libertação                                       | Kurtuluş Günü                                           | Só comemorado em Esmirna; o fim da Guerra da Independência é comemorado com discursos e desfiles |
| 29 de outubro                      | Dia da República                                        | Cumhuriyet Bayramı                                      | Comemora a proclamação oficial da república em 1923. A tarde do dia anterior também é feriado. |
| 10 de novembro                     | Aniversário da morte de Atatürk                         |                                                         | Às 09:05, hora da morte do fundador da República em 1938, todo o país para completamente e observa um minuto de silêncio. Os barcos do Bósforo param os seus motores e tocam as sirenes de nevoeiro.    |
| Feriados islâmicos móveis          |                                                         |                                                         | |
| 3 dias seguintes ao fim do Ramadão | Ramazan Bayramı ou Şeker Bayramı; em árabe: Eid ul-Fitr | Ramazan Bayramı ou Şeker Bayramı; em árabe: Eid ul-Fitr | A tarde anterior também é feriado. |
| 70 dias depois do fim do Ramadão   | Festa do Sacrifício                                     | Kurban Bayramı; em árabe: Eid al-Adha                   | Feriado de 4 dias mais a tarde do dia anterior; comemora o fim do Haje (peregrinação a Meca). |